# 朱元璋
明太祖朱元璋（1328年10月21日—1398年6月24日），原名朱重八，曾改名朱興宗，字国瑞，濠州钟离县（今安徽省凤阳县）人，中国明朝開國皇帝，于公元1368年建立明朝，在位三十一年，年号“洪武”，廟號「太祖」，谥號「开天行道肇纪立极大圣至神仁文义武俊德成功高皇帝」，統稱「太祖高皇帝」。
幼时贫穷，曾为地主放牛。後因災變，曾一度剃髮出家，四处流浪，化緣為生。25岁（1352年）时，参加郭子兴领导的红巾军反抗元朝政权，並受郭子興取名元璋。先後击败了陈友谅、张士诚等其他諸侯軍閥，统一南方。後北伐推翻了元朝统治，建立了新的大一統皇朝政權，国号“大明”。
建国之后，朱元璋下令农民归耕，奖励垦荒；大興移民屯田和军屯；组织各地农民兴修水利；大力提倡种植桑、麻、棉等经济作物和果木作物；下令解放奴婢；减免賦稅。派人到全国各地丈量土地，清查户口等等。经过洪武时期的努力，社会生产逐渐恢复和发展，史称「洪武之治」。同时立《大明律》，用严刑峻法管理百姓与官僚，禁止百姓未经许可自由迁徙，并极为严厉地惩治官吏的贪污腐败。朱元璋还设立了锦衣卫等特务机构，整肅他認為威脅其朝廷之顯貴勢力，在胡、藍等案中大殺開國功臣，並废中书省，由皇帝直領各部，进一步加强了君主專制。
朱元璋生活儉樸、工作勤奮，在今南京的皇宮內，沒有設立“御花園”，只有“御菜園”，其中種滿蔬菜，使得皇宮自給自足。大封宗籓，令世世皆食歲祿，不授職任事。洪武元年令：「凡孝子順孫、義夫節婦、志行卓異者，有司正官舉名，監察御史、按察司體覆，轉達上司，旌表門閭。又令：民間寡婦，三十以前，夫亡守制，五十以後，不改節者，旌表門閭（貞節牌坊），除免本家差役。」洪武二十六年令：「凡婦人因夫、子得封者，不許再嫁。如不遵守，將所授誥赦追奪，斷罪離異。其有追奪為事官誥赦，具本奏繳內府，會同吏科給事中、中書舍人，於勘合低簿內，附寫為事緣由，眼同燒毀。」使明朝婦女守寡盛行。此外，亦創立明朝入宮婦女的生殉制度。1398年，朱元璋驾崩于南京，後传位于嫡长孙朱允炆，即明惠帝。

## 生平

### 早年经历
元文宗天曆元年九月十八日（1328年10月29日）未時，朱元璋出生於濠州钟离县东乡（今安徽省凤阳县小溪河镇燃灯寺村），排行第三。朱元璋先世家沛（今江苏沛县），後徙句容（今江苏省句容市）达百年之久。祖辈生活在古泗州（今江苏省盱眙县）。父親朱五四（後改為世珍），母親陳氏為泗州盱眙人、或濠州钟离县（今安徽省凤阳县）人。朱元璋出身贫农家庭，出生地之争由来已久，有明光说（也就是盱眙说、嘉山说）、凤阳说（也就是钟离说）、句容说、五河说、沛县说、宿州说等。后四说基本上没有证据支持，经不住推敲，明显不能成立。争议主要出现在明光和凤阳之间（均位於今安徽省東部）。
朱元璋幼時甚貧困，並無法讀書，曾為地主放牛。牧童伙伴多人都奉朱为领袖，且日后成朱起义将领多人，至正四年四月（1344年）淮北大旱，引發饑荒，初六朱元璋父親去世，初九兄長去世，廿二日母親去世，朱元璋與仲兄埋葬家人後於秋九月入皇覺寺當行童。入寺五十日，因荒年寺租難收，寺主封倉遣散眾僧，朱元璋只得離鄉為遊方僧雲遊淮西潁州。

### 起事讨元
元至正八年（1348年），朱元璋游歷淮西、汝潁、泗等州完畢，返回皇覺寺并逐渐讀書识字。至正十二年（1352年）二月辛丑，身在皇覺寺多年的朱元璋受好友湯和來信勸說，到濠州投靠郭子興，參加紅巾軍。由於指揮有方，不久便成為郭子興身旁一名親兵并赐名元璋字国瑞，並娶郭子興養女马氏（即後來的孝慈高皇后马氏）。後來朱元璋見郭子興與其他濠州紅巾軍領袖如孫德崖、趙均用不和，屢有衝突，朱元璋不願涉及濠州內鬥，故主動要求返家鄉招募新兵，徐達、湯和等朱元璋兒時好友獲准隨行，不久朱元璋的部隊已有結集了數千人。次年，朱元璋部隊攻下滁州，成為他首個據點，同時也在攻佔滁州期間，李善長加入朱元璋部隊，成為他一個重要幕僚。此時，濠州的郭子興被孫德崖及趙均用迫走，前來滁州投靠朱元璋，由於朱元璋名義上仍是郭子興部下，朱元璋乃將滁州兵權交予郭子興。
至正十四年（1354年），張士誠據高郵，自稱“誠王”；十五年，元朝丞相脫脫率軍進攻高郵，分兵攻六合，六合乃滁州屏障，故朱元璋領兵援六合，幸好脫脫被誣陷而被迫交出兵權，元軍不戰自潰，滁州也轉危為安。朱元璋見滁州地小，建議進攻長江北岸的和州。朱元璋攻下和州不久，郭子興病故，郭子興次子郭天敘被立為都元帥，朱元璋與郭子興妻弟張天祐為副元帥，遥奉韩林儿的大宋龙凤政权。同年夏，常遇春、廖永安、俞通海歸附朱元璋，使得其軍著手渡江攻入采石、太平路，並計劃攻取集庆路（今南京市）。此時，元軍降將陳野先願協助紅巾軍攻集慶，郭天敘與張天祐感軍功不及朱元璋，故決定在陳野先引領下，親自領軍攻打集慶。結果紅巾軍攻集慶時陳野先叛變，郭、張二人被殺，陳野先也死於亂軍中。郭天敘與張天祐死後，朱元璋成為都元帥，盡領郭子興舊部。至正十六年（1356年），朱元璋領軍再攻集慶，一舉攻陷，改名應天府，作為根據地。至此，朱元璋以應天府為中心，與元朝軍隊、張士誠、徐壽輝等部形成犬牙交錯之勢。

### 一統江南
朱元璋攻佔應天後，開始攻佔應天周邊地區以鞏固防務。至正十六年，遣徐達攻佔鎮江、鄧愈克廣德，次年，遣耿炳文克長興，徐達克常州，而朱元璋親自率眾攻取寧國。隨後趙繼祖克江陰、徐達克常熟。胡大海克徽州、常遇春克池州，繆大亨克揚州。至正十八年，朱元璋親取婺州。明年，朱元璋陸續攻佔浙東餘下各地，常遇春克衢州、胡大海克處州，至此朱元璋部控制江左、浙右各地，向西與陳友諒部相鄰。朱元璋攻下浙東後，小明王升朱元璋為儀同三司江南等處行中書省左丞相，同時朱元璋也得浙東名士如朱升、劉基相助，朱元璋採取朱升「高築牆、廣積糧、緩稱王」的建議，採取穩健的進攻措施；並且遵照劉基「先漢(陳友諒)後周(張士誠)」之策略，着手對江南各勢力進行對抗。
至正二十年，陳友諒攻陷太平路，隨後弒主徐壽輝、稱帝建國，國號漢，之後傾全軍攻應天府。朱元璋與劉基設計，先命胡大海進攻信州，斷陳友諒後援，再命部下康茂才詐降作陳友諒的內應，引漢軍主力進入朱元璋在應天城外龍灣設下的埋伏中，結果漢軍被朱元璋軍隊大敗，隨後朱元璋攻取太平、安慶、信州等地。。至正二十一年，朱元璋改樞密院為大都督府，重新整理軍制。北結察罕帖木兒、密通方國珍，而與正面的陳友諒部進行會戰。同年攻克江州、南康、建昌、撫州等地。次年，佔領龍興，改洪都府（今江西南昌）。
至正二十三年（1363年），张士诚派部将吕珍围攻退守安丰的小明王韓林兒及丞相劉福通，朱元璋不顧劉基反對，派軍北上解安豐之圍，結果刘福通战死，韩林儿被朱元璋救出。此后，韩林儿被朱元璋安置在滁州，仍然被奉为皇帝。陳友諒趁朱元璋主力軍北上，率六十萬水軍進攻朱元璋根據地，首先圍攻洪都，但朱元璋姪朱文正堅守洪都兩個多月，待朱元璋親率二十萬部隊馳援，陳友諒大軍改往鄱陽湖與朱元璋大軍交戰，史稱“鄱陽湖之戰”。陳友諒自恃巨艦出戰，採用炮攻，朱元璋險些負傷被擒。隨後，朱元璋利用東北風而改用火攻，致使陳友諒部大量受損。之後朱元璋利用鄱陽湖水位降低便於小舟活動，改為分兵水路圍攻陳友諒。陳友諒中箭身亡，漢軍潰敗。隨後朱元璋圍攻武昌，并盡佔湖北各地。次年，朱元璋自立為「吳王」，以李善長為右相國，徐達為左相國，常遇春、俞通海為平章政事，立子朱標為世子。次月再次親征武昌，陳友諒之子陳理舉降。隨後吳軍相繼攻克廬州、吉安、衡州。至正二十五年，吳軍繼續攻佔寶慶、贛州、浦城、襄陽，同年冬，下令討張士誠。次年，吳軍再次攻破湖州、杭州。再一年，徐達克平江，張士誠被俘，至此朱元璋一統江南。至正二十六年（1366年），朱元璋派廖永忠迎接韩林儿至應天府，途中在瓜步渡长江时，韩林儿所乘船只沉没，韩林儿遇难。

### 南征北伐
吴元年（1367年），朱元璋命湯和為征南將軍，討伐割據浙東多年的方國珍。隨後制定北伐战略：先攻取山東，其次進攻河南，再次攻佔陝西潼关，最後再進軍元大都。隨後命徐達為征虜大將軍，常遇春為副將軍，帥師二十五萬，由淮河進入，北取中原。并命胡廷瑞為征南將軍，何文輝為副將軍，進攻福建。同年，方國珍投降，徐達攻破山東濟南，胡廷瑞下邵武，湯和、廖永忠由海道攻克福建福州。北伐一直持續到洪武年間，徐達、常遇春隨後攻佔整個河南、山西，最終直取元大都（今北京）。

### 建立明朝

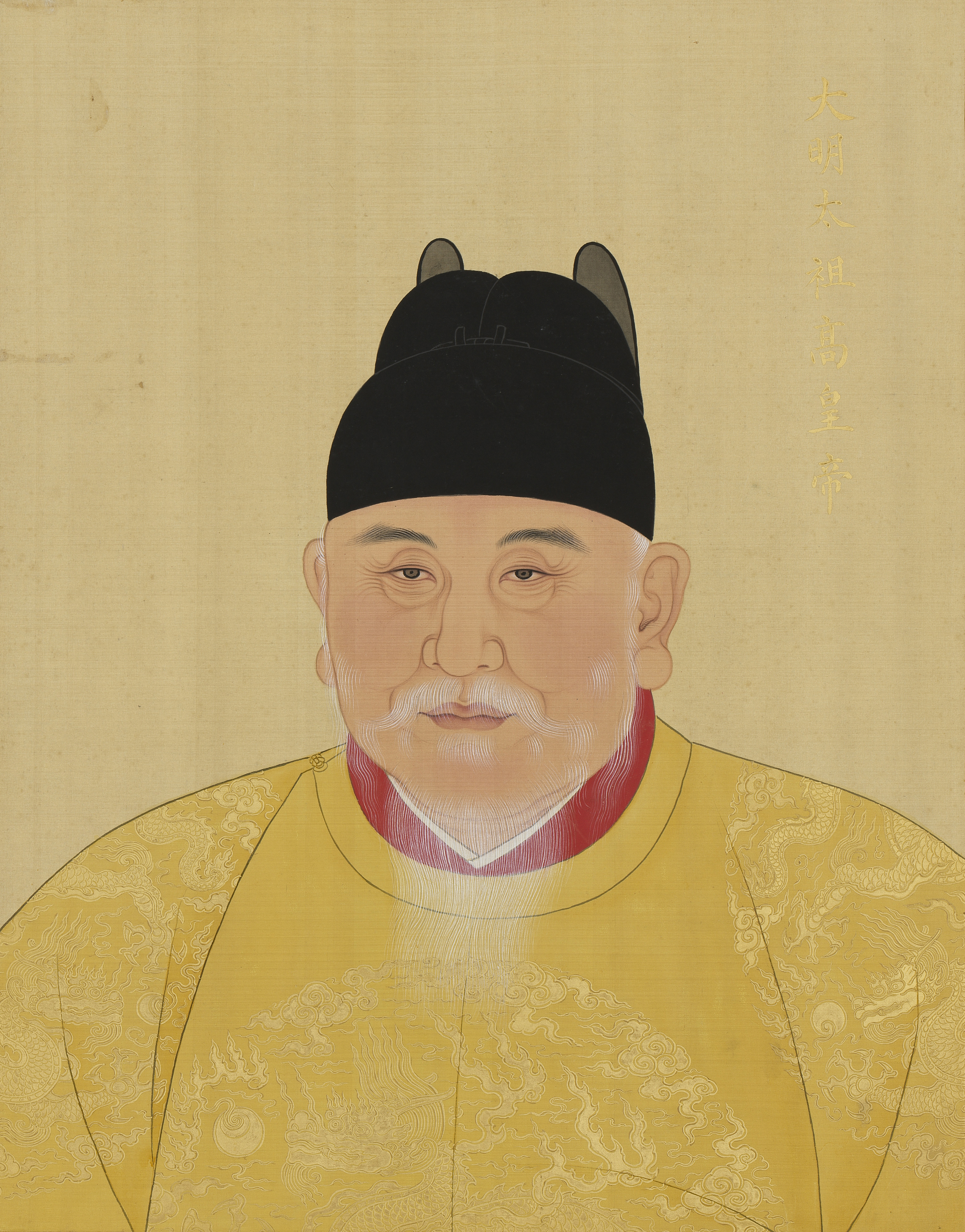
明太祖袞龍袍御容

吴二年正月初四（1368年1月23日），朱元璋在應天府（今南京市）登基即位稱帝，定國號為大明，年號洪武，是為「明太祖」，以應天為「南京」，開封為「北京」，明王朝宣告建立。同年八月初二（1368年9月14日），大將徐達攻克元大都（今北京市），元順帝北遁，元朝覆亡，明朝正式成為中國的統治政權，朱元璋也隨之成為全中國皇帝。由于幼年对于元末吏治痛苦记忆，即位后一方面減輕農民負擔，恢復社會的經濟生產，改革元朝留下的糟糕吏治，懲治貪污的官吏，社會經濟得到恢復和發展，史稱洪武之治。明太祖確立了里甲制，配合賦役黃冊戶籍登記簿冊和魚鱗圖冊的施行，落實賦稅勞役的徵收及地方治安的維持。
平定天下後，朱元璋大封諸將為公侯，部份追封為王。初封六公，其中以五大將、一大臣為開國元勳。分別為：韓國公李善長、魏國公徐達、鄭國公常遇春、曹國公李文忠、宋國公馮勝、衛國公鄧愈。而後又追封胡大海為越国公、戰死的丁德興為濟國公，湯和為信國公、馮國用封郢國公。次年，明太祖於雞鳴山立功臣廟，六月初三日廟成，太祖親定功臣位次，以徐達為首，次常遇春、李文忠、鄧愈、湯和、沐英、胡大海、馮國用、趙德勝、耿再成、華高、丁德興、俞通海、張德勝、吳良、吳禎、曹良臣、康茂才、吳復、茅成、孫興祖凡二十一人。死者像祀，生者虛位。又以廖永安、俞通海、張德勝、桑世杰、耿再成、胡大海、丁德興七人配享太廟。此位序屡经删汰，已非洪武二年所定名单位次。
随後，朱元璋进一步加强中央集权。洪武三年（1370年），杀中书左丞杨宪。洪武四年七月十一（1371年8月21日），傅友德攻克成都，明朝平定四川。洪武五年四月二十三日（1372年5月26日），廖永忠率明军平定广西，洪武五年六月初三（1372年7月3日），傅友德大败元军，明朝平定甘肃。洪武六年（1373年），太祖鑒於開國元勛多倚功犯法，虐暴鄉閭，特命工部制造鐵榜，鑄上申戒公侯的條令，類似戰國時代的「鑄刑鼎」。洪武八年（1375年），德庆侯廖永忠因僭用龙凤诸不法事，赐死。洪武十二年（1379年），贬右丞相汪广洋于广南，旋赐死。洪武十三年（1380年），胡惟庸案发，左丞相胡惟庸被诛，太祖罢中书省，分中书省之权归于六部，直接归皇帝掌管。洪武十五年（1382年），设立锦衣卫，加强明朝特务统治。1382年1月6日，明军在云南昆明附近大败元朝军队，元梁王自杀，1382年4月7日，蓝玉、沐英攻克大理，段氏投降，明朝平定雲南。洪武十八年（1385年），郭桓案发，由于涉案人员甚多，太祖將六部左右侍郎以下官员皆處死，各省官吏死於獄中達數萬人以上。
洪武二十三年（1390年），以京民為逆不已大殺京民。在京之民，廢及一半，遷於化外者一半。李善長的家奴盧仲謙告發李善長與胡惟庸往來勾結，以「狐疑觀望懷兩端，大逆不道」見誅，接續又誅殺陸仲亨與唐勝宗、費聚、趙庸三名侯爵，株連被殺的功臣及其家屬共計達三萬餘人，連「浙東四先生」（刘基、宋濂、章溢、叶琛）亦不能免，并頒布《昭示奸黨錄》。洪武二十六年（1393年），藍玉被錦衣衛指揮蔣瓛密告謀反，史称“藍玉案”。此案牵连到十三侯、二伯，連坐族誅達一萬五千人，明朝建国功臣因此案幾乎全亡。此時太祖又頒布《逆臣錄》，詔示一公、十三侯、二伯。洪武二十七年（1394年），太祖杀江夏侯周德兴以及颖国公傅友德，在捕鱼儿海战役中立功的定远侯王弼亦被赐死。洪武二十八年（1395年），开国六公爵最後一位僅存者冯胜被杀。
在处理内政同时，太祖亦多次籌劃北伐蒙古以保障北方邊塞的安寧，大勝。並曾成功在甘肅擊敗王保保（1372年）、在东北逼降納哈出（1387年）、在蒙古高原大破元末主脫古思帖木兒致其被也速迭儿杀死（1388年），北元灭亡。同时太祖进军辽东，使朝鮮王朝等归顺（1388年）。

### 離世與紀念

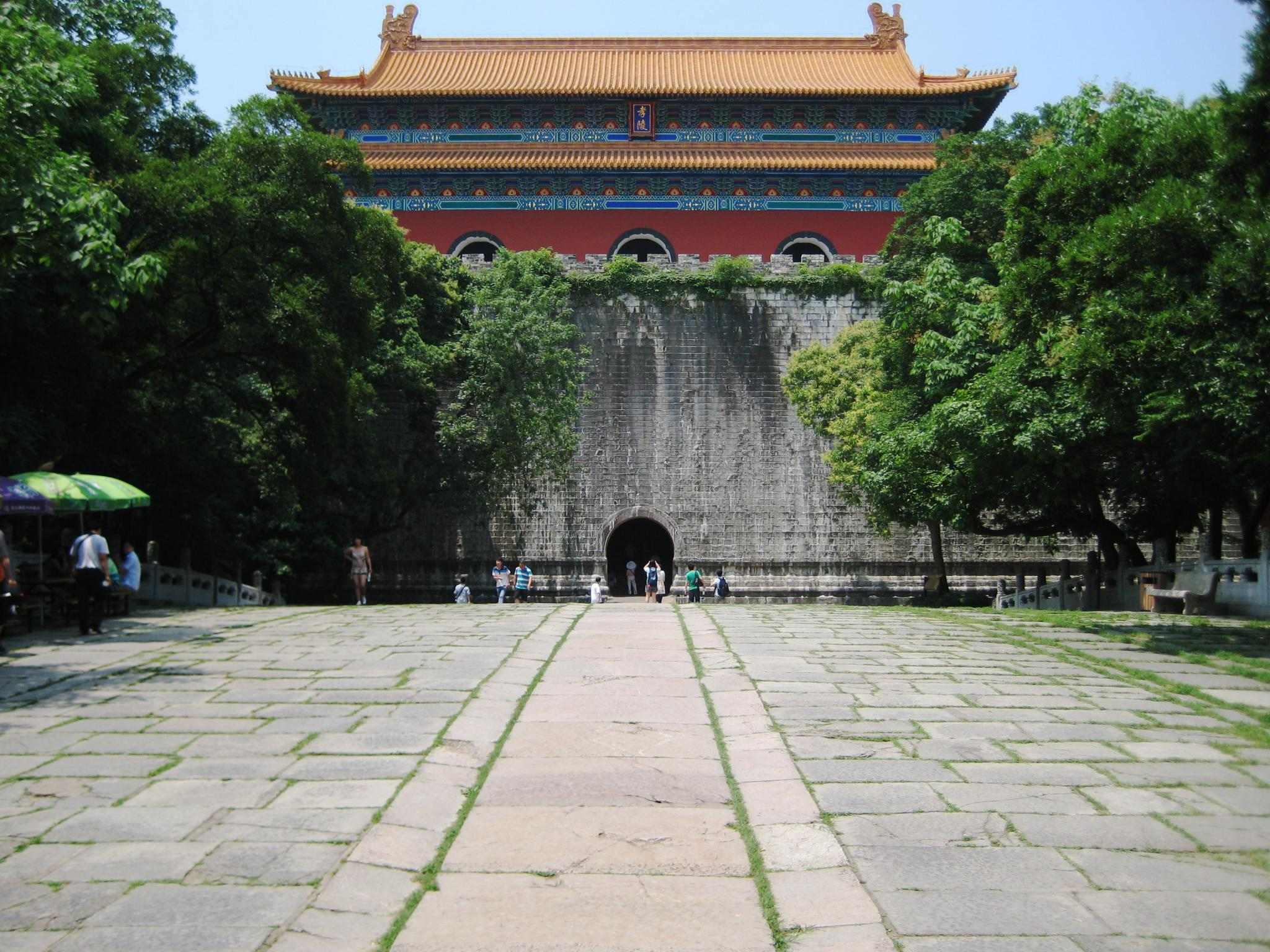
南京紫金山明孝陵

洪武三十一年閏五月初十日（1398年6月24日），朱元璋崩於南京皇宮內，享壽七十歲，在位三十一年，與已故的元配妻子孝慈高皇后馬氏一起長眠於南京紫金山明孝陵。《明朝小史·卷三》載，責殉諸妃，強迫伺寝宫人尽数殉葬。《彤史拾遺記》記載，太祖以四十六妃陪葬孝陵，其中所殉，惟宮人十數人。公佈遺詔：
|            | 朕膺天命三十有一年，憂危積心，日勤不怠，務有益於民。奈起自寒微，無古人之博知，好善惡惡，不及遠矣。今得萬物自然之理，其奚哀念之有。皇太孫允炆仁明孝友，天下歸心，宜登大位。內外文武臣僚同心輔政，以安吾民。喪祭儀物，毋用金玉。孝陵山川因其故，毋改作。天下臣民，哭臨三日，皆釋服，毋妨嫁娶。諸王臨國中，毋至京師。諸不在令中者，推此令從事。 |
| ——太祖遺詔 | |

五月朱元璋病少間，已經召诸医官治疾无状者尽付狱。新任皇帝惠宗即遵照遺命盡殺戴思恭以外其他御醫。
洪武三十一年六月甲辰，上謚曰“欽明啟運俊德成功統天大孝高皇帝”，廟號太祖。永樂元年六月十一日丁巳，增諡“聖神文武欽明啟運俊德成功統天大孝高皇帝”。
嘉靖十七年十一月朔，改諡“開天行道肇紀立極大聖至神仁文義武俊德成功高皇帝”。
清康熙帝历次南巡必跪拜孝陵，曾立碑「治隆唐宋」赞誉其功。
中華民國建立初，孫文至孝陵祭告朱元璋。
中華人民共和國南京市、滁州市、武漢市皆存洪武路作為紀念。

## 治国政策
朱元璋一直以來都是以猛治国，认为“胡元以宽而失，朕收平中国，非猛不可”。恢復經濟著眼，歷史記載朱元璋是少數極力勤政的皇帝。亦顯現在清洗权贵势力、以特務錦衣衛控制政治、又用文字獄及廷杖大臣，以立帝王權威。

### 政治改革

#### 中央集权
明初沿袭元朝制度，设立中書省，置左、右丞相。甲辰正月，初置左、右相國，其中李善長為右相國，徐達為左相國。洪武元年（1368年），改為左、右丞相。由中书省统六部，但不设置中書令。
洪武十三年（1380年），胡惟庸案之后，太祖罢中书省，分中书省之权归于六部。原中書省官屬盡革，惟存中書舍人。至此，秦、漢以降實行一千六百餘年的宰相制度自此廢除，相權與君權合而為一，施行軍權、行政權、監察權三權分立的國家體制。
由於國家事務繁多，皇帝無法處理，洪武十五年九月罷四輔官，仿宋殿閣制設內閣。內閣只為皇帝的顧問，雖無宰相之名，但有宰相之實。此外他仍沿用元朝制度，在中央設置吏、戶、禮、工、刑、兵六部。并設立都給事中六人，分吏、戶、禮、工、刑、兵六科，每科一人；此外建立五寺包括大理寺、太常寺、光祿寺、太僕寺、鴻臚寺等五寺制度。此外他還沿襲元的監察制度，設立御史台，有左右御史大夫各一名；不久改為都察院，下設若干監察御史，負責監督各級官吏。除此他还颁布《大明律》等，对官吏管理进行规制。
为了加强对臣民的控制和监视，太祖设置了巡检司和锦衣卫。巡检司主要是负责全国各地的关津要冲的把关盘查，缉捕盗贼，盘诘伪奸；锦衣卫则负责秘密侦察大小官吏活动，随时向皇帝报告不公不法之徒。同时太祖还授予锦衣卫侦察、缉捕、审判、处罚罪犯等一切大权，锦衣卫正式成为直屬皇帝的情报机构。

#### 镇压贪官
太祖出身貧寒，對政治貪污尤其憎惡，其對貪污腐敗官員處以極嚴厲的處罰。太祖在政期間，大批不法貪官被處死，包括開國將領朱亮祖，女婿駙馬都尉歐陽倫，其中甚至因為郭桓案、空印案殺死數萬名官員。由於太祖的吏治嚴厲，在明初相當長一段時間，官員腐敗的情況得到有效遏制。然而，随着大明江山逐步稳定，再加上军事和皇室贵族战功大，享有很高的社会特权，不少人迅速腐化变质。。朱元璋开展雷厉风行的肃贪运动，历时之久、措施之严、手段之狠、刑罚之酷、杀人之多，为几千年历史所罕见。尽管朱元璋反贪决心大、力度猛、出奇招，使腐败现象得到一定程度的遏制，也一度取得了“阶段性的成果”，但還是未能達到徹底清除人類貪欲權位腐敗的本性。明朝官員的俸祿是典型的薄俸制，一般認為明代官俸歷代最薄，最低從九品官員的俸祿為五石米，「自古百官俸祿之薄，未有如此者。」《廿二史札記》卷三二亦有《明官俸最薄》之條。洪武年間，通政使曾秉正去職時竟「貧不能歸，鬻其四歲女。」同時《皇明祖訓》規定皇族歲支一萬至二百石不等。

#### 誅戮官員
廖永忠和 朱亮祖 先後死於非命。隨後太祖以擅權枉法之罪名殺胡惟庸，又殺御史大夫陳寧、御史中丞塗節等人。之後李善長亦被牽連，家屬七十餘人被殺，總計株連者達三萬餘人。洪武二十六年（1393年），锦衣卫指挥使早朝出班奏蓝玉谋反，朱元璋随即派吏部审讯。三日后，朱元璋即下令将蓝玉磔于市，灭族。蓝玉口供称同景川侯曹震、鹤庆侯张翼、舳舻侯朱寿、定远侯王弼、东莞伯何荣及吏部尚书詹徽、户部侍郎傅友文等谋反，均遭诛连。《逆臣录》记载受此案株连被杀的高官有两万五千人。但紀非錄所記載太祖的兒子諸藩王犯有很多暴行，太祖則只是輕微勸戒了事。太祖還通過設立錦衣衛（洪武二十年废除）、詔獄、廷杖等機構或制度，打擊功臣、特務監視等一系列方式加強皇權控制。

#### 分封藩王
太祖遵古制，王命法：三十受兵、六十歸兵。國有三軍，所以誡非常，伐無道，尊宗廟，重社稷，安不忘危。太祖令諸藩鎮守天下，又各領兵權，這固然是親親之情，信任無以復加，卻也未必就沒有帝王心術。強藩林立，能做皇帝的卻始終只有一個，諸藩勢力犬牙交錯，必然相互牽制，相互監視，除非朝廷中樞衰弱之極。當中樞真的衰弱至極時，就算沒有藩王，也會被權臣取而代之。自三皇五帝，以一介布衣而成天子者，唯漢高祖與太祖，其他帝王，大都是前朝重臣或一方豪強而黃袍加身。所以由自己子孫取代無能之君，也勝過將江山付與外人之手，如此可保朱家數百年江山。

#### 颁布法律
建国伊始，太祖就在《大明律令》的基础上制订颁行《大明律》，紧接着又亲自编定《明大诰》。1397年，太祖下詔正式颁布了《大明律》。《大明律》一共四百六十卷，分吏、户、礼、刑、兵、工六律，简于《唐律》，严于《宋律》。《大明律》规定：“谋反”、“谋大逆”者，不管主犯还是从犯，一律凌迟，祖父，父、子、孙、兄、弟以及同居的人，只要是年满十六岁的都要处决。太祖立法一为治民，二为治吏，尤其是《明大诰》对贪官污吏的处决也十分严厉，可以视为反贪刑事特别法。只要是犯有贪污的官吏，一经查实，一律发配北方荒漠中充军，赃至六十两以上者枭首示众，仍剥皮实草。
朱元璋国初重辟，凌迟处死外，有刷洗，裸置铁床，沃以沸汤，以铁帚刷去皮肉。有枭，令以钩钩脊悬之。有称竿，缚置竿杪，彼末悬石称之。有抽肠，亦挂架上，以钩入谷道钩肠出，却放彼端石，尸起肠出。有剥皮，剥赃酷吏皮置公座，令代者坐警。以惩有数重者，有挑膝盖，有锡蛇游等，凡以止大憝之辟也。迨作祖训，即严其禁。
太祖十分重視法律宣传，寫了大誥三編和大誥武臣，让臣民熟悉法律，不去犯禁。

### 軍事管理
早在朱元璋起兵时，他就多次强调军纪。他认为「攻克城池用武力，平定混乱用仁政」，杀人并非「勇猛」。要求部队不许滥杀无辜，还给予俘虏优待；同时还要求部队爱护百姓，不得随意焚烧抢掠乱杀百姓，他严令：「掠夺老百姓财物者处死，拆毁老百姓住房的处死。」由于朱元璋部队的军纪严明，朱元璋赢得了部属的尊重，也赢得了民众的支持。
明代早期軍隊的來源，有諸將原有之兵，有元兵及群雄兵歸附的，有獲罪而謫發的，而最主要的來源則是籍選，是由戶籍中抽丁而來。除此之外尚有簡拔、投充及收集等方式。洪武十三年（1380年），太祖廢除大都督府，並改为中军、左军、右軍、前军、后军等五军都督府。洪武十七年（1384年），太祖在全國的各軍事要地，設立軍衛，由都督府管理。一衛有軍隊五千六百人，其下依序有千戶所、百戶所、總旗及小旗等單位，各衛所都隸屬於五軍都督府，亦隸屬於兵部，有事從征調發，無事則還歸衛所。軍隊來源為世襲的軍戶，由每戶派一人為正丁至衛所當兵，軍人在衛所中輪流戊守以及屯田，屯田所得以供給軍隊及將官等所需。五军都督府有统兵权但无调兵权，兵部有调兵权而无统兵权，兩者互相制衡，互不統轄，各自與兵部直接聯繫，最後奏請皇帝裁定，以避免權力過大。
明代軍户是世襲制,一旦列入軍籍,世代都是軍人,朝廷有事要為朝廷作戰。軍丁一旦逃亡、病故、老疾或被虜,就要按軍籍所造之册,到該軍丁原籍追補本身或其親屬,以補足原數。

### 外交局面
元朝初期，元世祖曾经遠征日本，导致日本念念不忘，于是终元之世，日本不与中国同好。明朝开国以后，太祖就派使臣持国书去日本、高丽、安南、占城四国，宣告元朝已经灭亡，现在的稱霸中国是大明，應奉大明为“正朔”来朝贡。高丽、安南、占城三国太祖使赴明称臣朝贺，惟独日本没有任何反应。令太祖更为恼火的是，不但日本人不来朝称臣，而且“乘中国未定，日本率以零服寇掠沿海”。同时，被太祖消灭的张士诚、方国珍等残部多逃亡海上，占据岛屿，勾結倭寇出没海上掳掠财货，辽宁、山东、福建、浙江、广东，“滨海之地，无岁不受其害”。
後来太祖喝令“日本国王”處理倭寇，结果使者被日本人殺害。消息傳回中國後，太祖大為怒火，批日本是“国王无道民为贼”的“跳梁小丑”。面对日本，太祖忍下了恶气，从此以后对日本使者一概驅逐處理，朝贡也一概拒绝接受，与日本不相往来。同时，太祖把朝鲜、日本、大琉球、小琉球、安南、真腊、暹罗、占城、苏门答腊、爪哇、彭亨、西洋国、三佛齐、勃泥等15国列为“不征之國”，写入《皇明祖训》，告诫子孙这些「蛮夷国家」如果不主动挑衅，就不许征伐。
公元1370年（洪武三年）太祖派遣莱州知府赵秩远赴日本。懷良親王经过赵秩的阐释明处外交政策打消了顾虑。不久懷良派遣僧人祖来跟随赵秩回明朝向进表笺。公元1371年（洪武四年）太祖派遣僧人祖阐、克勒等八人送日使归国，从此明朝和日本建立了外交关系。
公元1392年（洪武二十五年）七月，高丽大将李成桂发动兵变掌控高丽局势以后遣知密直司事赵胖至明朝礼部上表：“定昌府院君瑶权署国事，及今四年。瑶又昏迷不法，疏斥忠正，昵比谗邪，变乱是非，谋陷勋旧，谄惑佛神，妄兴土木，靡费无度，民不堪苦；子奭痴佁无知，纵于酒色，聚会群小，谋害忠直。又其臣郑梦周等潜成奸计，欲生乱阶，乃将勋臣李成桂、赵浚、郑道传、南訚等谮于权署国事，令有司论劾以致谋害，国人愤怨，共诛梦周。权署国事尚不悛改，又谋杀戮。举国臣民实虑社稷生灵俱被其害，惶惧失措，无可奈何，咸以为若所为难以主斯民奉社稷。洪武二十五年七月十二日，以恭愍王妃安氏之命，退居私第。窃念军国之务不可一日无统，择于宗亲，无有可当舆望者，惟门下侍中李成桂泽被生灵，功在社稷，中外之心夙皆归附。于是一国大小臣僚、闲良、耆老、军民臣等咸愿推戴，令知密直司事赵胖，前赴朝廷奏达，伏启照验，烦为闻奏，俯从舆意，以安一国之民。”太祖通过礼部传达圣旨：“三韩臣民既尊李氏，民无兵祸，人各乐天之乐，乃帝命也。虽然，自今以后慎守封疆，毋生谲诈，福愈增焉。尔礼部以示朕意。”李成桂遣门下侍郎赞成事郑道传赴京谢恩，并献马六十匹。
当年八月，李成桂又遣前密直使赵琳赴京进表：“权知高丽国事臣李成桂言：伏惟小邦自恭愍王无嗣薨逝之后，辛旽子禑冒姓窃位者十有五年矣。迄至戊辰春，妄兴师旅，将犯辽东，以臣为都统使，率兵至鸭绿江。臣窃自念小邦不可以犯上国之境，谕诸将以大义，即与还师，禑乃自知其罪，逊位子昌。昌亦暗弱，难以莅位，国人启奉恭愍王妃安氏之命，以定昌府院君王瑶权署国事。瑶乃昏迷不法，紊乱刑政，狎昵谗佞，贬斥忠良，臣民愤怨，无所控告。恭愍王妃安氏深虑其然，命归私邸。于是一国大小臣僚、闲良、耆老、军民等以为军国之务不可一日无统，推戴臣权知军国事。臣素无才德，辞至再三，而迫于众情，未获逃避，惊惶战栗，不知所措。伏望皇帝陛下以乾坤之量、日月之明，察众志之不可违、微臣之不获已，裁自圣心，以定民志。”朱元璋再通过礼部复旨：“高丽限山隔海，天造东夷，非我中国所治。尔礼部回文书，声教自由，果能顺天意合人心，以妥东夷之民，不生边衅，则使命往来，实彼国之福也。文书到日，国更何号，星驰来报。”
当年十一月，李成桂再遣艺文馆学士韩尚质至明朝上表：“窃念小邦王氏之裔瑶，昏迷不道，自底于亡，一国臣民推戴臣权监国事。惊惶战栗，措躬无地间，钦蒙圣慈许臣权知国事，仍问国号，臣与国人感喜尤切。臣窃思惟，有国立号诚非小臣所敢擅便。谨将“朝鲜”（箕子所建古国名）、“和宁”（李成桂诞生之地）等号闻达天聪，伏望取自圣裁。”太祖再通过礼部复旨：“东夷之号，惟朝鲜之称美，且其来远，可以本其名而祖之。体天牧民，永昌后嗣。”李成桂遣门下侍郎赞成事崔永沚谢恩，又遣政堂文学李恬送明朝颁赐的给前朝的高丽国王之印，并请更己名为“李旦”。
公元1394年（洪武二十七年）帖木儿帝国向明朝贡马，而且致国书。第二年，明朝派遣兵科给事中傅安率领使团往报。但当傅安等抵达帖木儿帝国国都撒马尔罕时，帖木儿打算要向东兴兵，攻打明朝了，于是扣押了傅安等人，而且百般的诱惑傅安等人归顺帖木儿，傅安被扣押十三年，坚贞不屈，维护明朝的尊严。一直到了帖木儿死了以后，他的孙子哈里嗣位，想和明朝和好，于是才放傅安等人回国。傅安回国以后又出使了中亚诸国。
公元1395年（洪武二十八年）十一月，李成桂遣艺文春秋馆太学士郑总赴京请诰命印章：“洪武二十五年七月十五日，差知密直司事赵胖奏达天庭，继差门下评理赵琳奉表陈奏，钦奉圣旨，许允权知国事。准奉礼部来咨內云：‘国更何号，星驰来报。准此。’即差知密直司事韩尚质赍擎奏本赴京，钦奉圣旨节该：‘东夷之号，惟朝鲜之称美，且其来远矣，可以本其名而祖之。钦此。’除钦遵外，洪武二十六年三月初九日，差门下评理李恬送纳前朝高丽国王金印，又于当年十二月初八日准奉左军都督督府咨，钦奉圣旨內一款节该：‘即合正名。今既改号朝鲜，表文仍称权知国事，未审何谋？钦此。’一国臣民战栗惶惧，咸请国王钦遵施行。见今虽称国王名号，窃缘未蒙颁降诰命及朝鲜国印信，一国臣民日夜颙望，仰天吁呼。伏请照验，烦为闻奏，乞赐颁降国王诰命及朝鲜印信施行。”朱元璋通过礼部下旨拒绝：“今朝鲜在当王之国，性相好而来王，顽嚣狡诈，听其自然，其来文关请印信诰命，未可轻与。朝鲜限山隔海，天造地设，东夷之邦也，风殊俗异。朕若赐与印信诰命，令彼臣妾，鬼神监见，无乃贪之甚欤？较之上古圣人，约束一节决不可为。朕数年前曾敕彼仪从本俗，法守旧章，令听其自为声教。喜则来王，怒则绝行，亦听其自然。尔礼部移文李成桂，使知朕意。”

### 海禁政策
明朝立国后日本因进入南北朝的大分裂时期后出现的、大量外出掠夺的武士阶层为主的倭寇骚扰入侵的恐惧，明政府立国后采取了一系列针对海患的闭关锁国政策：洪武三年（1370），明政府“罢太仓黄渡市舶司”；洪武七年（1374），明政府下令撤销自唐以来即存在的、负责海外贸易的福建泉州、浙江明州、广东广州三市舶司，中国对外贸易遂告断绝；洪武十四年（1381），太祖以倭寇仍不稍敛足迹，又下令禁濒海民私通海外诸国，此后每隔一两年即将该海禁政策再次昭示天下。
整个海禁政策从太祖开始，到了明穆宗在位期間被以“市通则寇转而为商，市禁则商转而为寇”为由实行开关（隆庆开关）；至清初又开始一連串的闭关，清高宗時更推行“一口通商”政策、直至鸦片战争后，通行整个明清二代的海禁政策才被彻底打破。

### 經濟與戶籍管理
元末（1341年－1370年），中國發生多次大規模的災荒饑饉疾病和瘟疫，及連年戰爭，生产遭到严重破坏，人口大量減少，经济崩溃。大明建立並統一全國後，太祖實行黃老治術休养生息政策，同时主张藏富于民。

#### 农业
发展农业。太祖通令全國，地主不得蓄养奴婢，所养的奴婢一律释放为良民。凡因饥饿而典卖为奴者，由朝廷代为赎身；嚴格控制寺院的發展，明令各州府县只能有一个大寺院，禁止四十歲以下的妇女当尼姑，严禁寺院收养童僧，二十岁以上的青年如果要是出家，必须得到父母和官方同意，出家后三年内还要赴京考試，不合格者潜发为民。這些政策的实施，使得社會增加了一只庞大的劳动力大軍。
全國的農業生產在大規模战争而遭受極大破壞的背景下得到很大程度的恢復，加上太祖在位期間大規模向淮河以北和四川的荒無之地、墾荒填充移民，使人口得以穩定增長。
此外他也實行屯田政策，軍屯面積佔全國耕地的近十分之一。此外，商屯也相當盛行，政府以買賣食鹽的專賣證（稱之為鹽引）作為交換，利誘商人將糧食運往邊疆，以確保邊防的糧食需求。明太祖也曾派遣國子監下鄉督導水利建設、赈灾，並以減免稅賦獎勵耕作。這些措施使得過去很多飽受戰亂損毀的地區恢復了生氣，使明朝的經濟得到了快速的恢復。

#### 人口
到洪武二十六年（1393年），全國有6500萬人，其中民戶佔6175萬人，軍戶佔325萬人。政府实行戶口普查，田产普查，编制各种册籍，施行保甲法与关律法，从法律上禁止人民自由行动，强制把人民分為軍戶（弓兵、校尉、力士）、匠戶、民戶（马户、陵戶、茶戶、柴戶、阴阳戶、医戶）、灶戶，不允许隨便轉換工作，匠籍、軍籍比一般民戶地位低，不得應試，並要世代承襲。若想脫離原戶籍極為困難，須經皇帝特旨批准方可。各种活动也要引憑才合法。编成里甲，规定了路引制度，也就是通行证制度。普通百姓只要走出出生地百里之外，就得持有官府开具的通行证，否则就以逃犯论处。
“乡村之人，至老不识城市。”

### 教育與文化政策
明朝初期實行「科舉必由學校」的政策，太祖多次強調：「古昔帝王育人材，正風俗，莫不先於學校。」明代洪武元年（1368年），詔開科舉，對制度、文體都有了明確要求。命令刘三吾等人刪節《孟子》中民貴君輕的內容，課試不以命題，科舉不以取士。遭刑部尚书钱唐冒死反对。洪武年間，太祖共主持举办六次科考，七次发榜，共取一甲21名、二甲223名、三甲686名，合930名，平均每科取士155人，為明朝選拔輸送了大量有學識的官員，包括練子寧、黃子澄、解縉等一代名相。洪武三十年科舉時，因中進士者均為南方籍。太祖将试官二十餘人指為胡黨藍黨凌遲殺害，并自阅试卷，取中六十一人，皆为北方人，并于六月廷试。此外，他並將學校列為「郡邑六事之首」，以官學結合科舉制度推行程朱理學，并設立國子監等重要教育機構。由於太祖在位期間實行高壓的吏治政策，明初诗文三大家不得善終，以至于“才能之士，数年来幸存者无一二，今所任率迂儒俗使”，後世不乏有學者主張太祖曾實行過一些文字獄。也有學者指出關於朱元璋嗜殺之事例，存有穿鑿附會的問題。

### 社会情况
太祖崇尚简朴，也希望老百姓也勤俭节约。他规定靴子上不能有任何装饰。同时对于全国人民怎么穿衣；每个阶层佩戴什么样的首饰；盖什么样的房子；出行坐什么样的车子以及人们的行动举止也是朱元璋关注的焦点，因而制定了一系列规章制度，包括了生活的方方面面，其细致入微，可谓空前绝后。“洪武二十二年三月二十五日奉聖旨：“在京但有軍官軍人學唱的，割了舌頭；下棋打雙陸的，斷手；蹴圓的，卸脚；作買賣的，發邊遠充軍。”府軍衛千戶虞讓男虞端故違吹簫唱曲，將上脣連鼻尖割了。又龍江衛指揮伏顒與本衛小旗姚晏保蹴圓，卸了右脚，全家發赴雲南。又二十五年九月十九日，禮部榜文一款：“內使剃一搭頭，官民之家兒童剃留一搭頭者，閹割，全家發邊遠充軍。剃頭之人，不分老幼罪同。””（《客座贅語》卷十）
太祖对天下老年人施以尊重，颁布《存恤高年诏》。洪武二十年，太祖怕有关部门执行不力，就又叮嘱礼部尚书，要以皇帝的名义再次重申一下这项政策。在朝廷的要求和带动下，各地形成了尊老养老的风气，赡养老人的要求也渗透到各地家法族规之中。
对于社会的救济朱元璋也十分重视，洪武时期，荒政则受到朝廷高度重视。朝廷除了拨付救灾济贫款项，还侧重加强民众抗灾自救能力。面对天灾侵袭，朱元璋积极作为，既树立了朝廷的负责任形象，又增强了政府的凝聚力，赢得了民心。救灾济贫实为获取民心、形成治世的重要前提，为“洪武之治”的出现夯实了经济社会基础。
为了贬抑商人，太祖他特意规定，农民可以穿绸、纱、绢、布四种衣料。而商人却只能穿绢、布两种料子的衣服。商人考学、当官，都会受到种种刁难和限制。

### 宗教管理
太祖建立明朝前后，十分重视宗教问题，通过协调儒释道三者的关系，既稳定了局面，又争取了人心，为巩固明朝政权奠定了思想和群众基础。通过有效的宗教管理措施，把宗教的发展始终控制在适合自己的政治需要范围内，并利用宗教教化番荑，不断扩大自己的势力范围，为明政权创造了良好的国际环境。
洪武元年（1368年），朱元璋登基以后，为了巩固自己的统治，他在严厉禁止、镇压白莲教等民间秘密宗教的同时，即大力提倡尊朱崇儒，确立儒家思想、并大搞神道设教，扶植佛教和道教。洪武年间，朱元璋不仅耗费大量财力和物力，修缮灵谷寺、天界寺、天禧寺、能仁寺、鸡鸣寺、栖霞寺等许多佛教寺院，还修复、重建朝天宫等一批道教宫观，“凡道家所号天帝之宫，靡不崇饰”。（注：《金陵玄观志》卷1，商辂：《奉敕重建朝天宫》。） 他还拨给寺观、宫观大量田土、芦荡，免除其税粮和差役，并多次召集名僧举办法会，自己亲戴皮弁，腰插玉圭，率领群臣顶礼膜拜，或征召道士，举办斋醮祈雨，自己“设藁席露坐，昼曝于日中，顷刻不移，夜卧于地，衣不解带”，（注：《明太祖实录》卷53，洪武三年六月戊午。）可谓虔诚至极。他还多次召见名僧、道士，赐坐讲论，有些应对称旨的僧人甚至擢为大官，充当心腹耳目。朱元璋还应僧、道之请，设立善世院、玄教院，后改为僧录司、道录司，以名僧、道徒总领全国的佛教、道教事务。为了扩大佛、道的影响，朱元璋又命四方名僧点校《大藏经》（即《洪武南藏》），令宗泐、如玘等僧人重新笺释《般若心经》、《金刚经》和《楞伽经》，亲自为《心经》作序；并仿效唐宋君主，亲为《道德经》作注，撰成《御注道德经》二卷，还撰写了《周颠仙人传》，广行刊布。 明朝官方还多次组织刊刻卷帙浩大的佛藏和道藏。佛藏除《洪武南藏》外，还有《永乐南藏》、《永乐北藏》、《万历续北藏》以及藏文的《大藏经》，道藏则有《正统道藏》和《万历续道藏》。
在政治上，太祖推重儒释道三教并举的政策。他说：“尝闻天下无二道，圣人无两心。三教之立，虽持身荣俭之不同，其所济给之理一。”他极为重视佛教的辅政作用，将佛教事务视为朝中大事，对佛教制度、僧寺清规多方整饬，期望以此整顿僧团，去淤除垢，“振扬佛法以善世”。
洪武六年（1373年），太祖下诏对出家的僧尼免费发放度牒，才使得唐朝年间流传下来使的“度牒银”制度全部废除。
整顿僧团秩序，防止僧俗混淆，洪武二十四年，朱元璋还制定颁布了影响深广的《申明佛教榜册》，要求各地僧司查验清理天下僧寺，欲还俗者听其还俗，使出家僧人恪受戒律清规，禅、讲、瑜伽，各归本宗。
太祖亲自制定的“御制至圣百字赞”以及明皇室关于修建清真寺和保护清真寺宗教职业人员的谕旨，在一定程度上肯定了回族的宗教生活。

### 生殉制度
殉葬制度，在西漢初以後，逐漸在中原政權消失。朱元璋次子秦王朱樉因暴行（見《御製紀非錄》）被宮人殺死，王妃王氏殉葬。明朝時期明孝陵以四十六妃陪葬，其中有太祖死時殺死殉葬十几名侍寢宮人，這一殺害朱氏皇族族外女性侍人制度沿襲至成祖、仁宗、宣宗、代宗。直至近百年之後其五世孫英宗死前指出殉葬非古禮，仁者所不忍，才禁殉葬于遺詔，永著為典。按朱元璋創立的制度，嬪妃殉葬由皇帝親臨作別。正統初，明英宗目睹皇父嬪妃殉葬，受很大刺激。天順年間下詔廢止。殺死從殉婦女的方法為將她們縊死，或勒死，或灌以水银毒死。这些生殉的女子被称为“朝天女”，她們的家屬稱為“朝天女戶”，並給予一定待遇。關於朝天女記載主要依賴朝鮮的第一手資料《李朝實錄金黑口述》。

## 评价

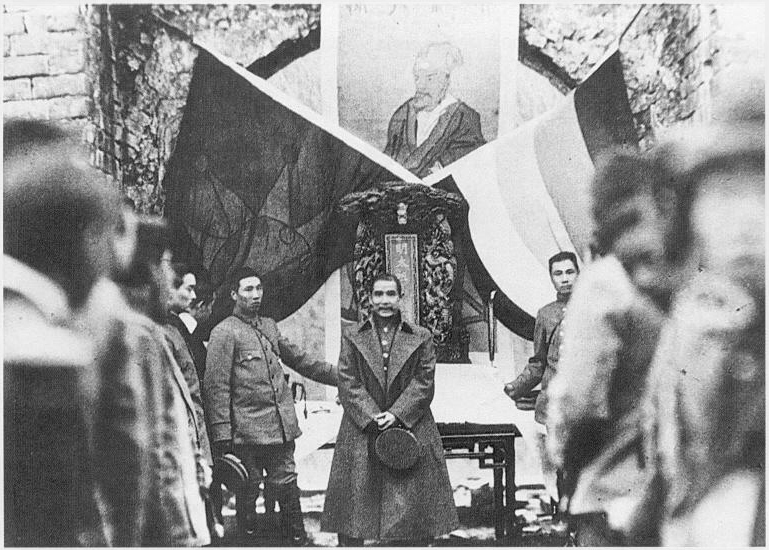
中华民国建立后，孙文在明孝陵祭奠朱元璋，可以看到朱元璋的画像，但該畫像是由民間流傳的朱元璋長臉畫像發展而來，後世大多認為這畫像並不接近朱元璋實際形象

- 《明清史事沉思录》中记载，“传谓男子宫刑，妇人幽闭，皆不知幽闭之义。今得之，乃是于牝（阴户）去其筋，如制马、豕之类，使欲火消减。国初常用此，而女往往多死，故不可行也。”对这种灭绝人性的手术，这本书的作者王春瑜评论道：“将人等同畜生处置，始作俑者其无后乎！”
- 明孝陵康熙題碑：“治隆唐宋”。
- 清朝官修正史《明史》张廷玉等对明太祖朱元璋最终能够成就帝业的评价是：“帝天授智勇，统一方夏，纬武经文，为汉、唐、宋诸君所未及。当其肇造之初，能沉几观变，次第经略，绰有成算。尝与诸臣论取天下之略，曰：‘朕遭时丧乱，初起乡土，本图自全。及渡江以来，观群雄所为，徒为生民之患，而张士诚、陈友谅尤为巨蠹。士诚恃富，友谅恃强，朕独无所恃。惟不嗜杀人，布信义，行节俭，与卿等同心共济。初与二寇相持，士诚尤逼近。或谓宜先击之。朕以友谅志骄，士诚器小，志骄则好生事，器小则无远圖，故先攻友谅。鄱阳之役，士诚卒不能出姑苏一步以为之援。向使先攻士诚，浙西负固坚守，友谅必空国而来，吾腹背受敌矣。二寇既除，北定中原，所以先山东、次河洛，止潼关之兵不遽取秦、陇者，盖扩廓帖木儿、李思齐、张思道皆百战之余，未肯遽下，急之则并力一隅，猝未易定，故出其不意，反旆而北。燕都既举，然后西征。张、李望绝势穷，不战而克，然扩廓犹力抗不屈。向令未下燕都，骤与角力，胜负未可知也。’帝之雄才大略，料敌制胜，率类此。故能戡定祸乱，以有天下。语云‘天道后起者胜’，岂偶然哉。”[102]清朝官修正史《明史》张廷玉等对明太祖朱元璋一生事业的评价是：“赞曰：太祖以聪明神武之资，抱济世安民之志，乘时应运，豪杰景从，戡乱摧强，十五载而成帝业。崛起布衣，奄奠海宇，西汉以后所未有也。惩元政废弛，治尚严峻。而能礼致耆儒，考礼定乐，昭揭经义，尊崇正学，加恩胜国，澄清吏治，修人纪，崇凤都，正后宫名义，内治肃清，禁宦竖不得干政，五府六部官职相维，置卫屯田，兵食俱足。武定祸乱，文致太平，太祖实身兼之。至于雅尚志节，听蔡子英北归。晚岁忧民益切，尝以一岁开支河暨塘堰数万以利农桑、备旱潦。用此子孙承业二百余年，士重名义，闾阎充实。至今苗裔蒙泽，尚如东楼、白马，世承先祀，有以哉。”[102]
- 毛泽东在1964年3月24日，在一次听取汇报时的插话中对明太祖朱元璋、汉高祖刘邦、元太祖成吉思汗的治国能力评价如下：“可不要看不起老粗。”“知识分子是比较最没有知识的，历史上当皇帝的，有许多是知识分子，是没有出息的：隋炀帝，就是一个会做文章、诗词的人；陈后主、李后主，都是能诗善赋的人；宋徽宗，既能写诗又能绘画。一些老粗能办大事：成吉思汗，是不识字的老粗；刘邦，也不认识几个字，是老粗；朱元璋也不识字，是个放牛的。”[103][104][105][106][註 3] 毛泽东对明太祖朱元璋的军事才能评价如下：“自古能軍无出李世民之右者，其次则朱元璋耳。”[110]:210[104][105][106][111]
- 趙翼曾説：“藉諸功臣以取天下，及天下既定，即盡取天下之人而殺之，其殘忍實千古所未有。盖雄猜好杀，本其天性。”“蓋明祖之性，實帝王，豪傑，盗賊兼而且也。”
- 商传评价朱元璋：「朱元璋出身于一个贫苦家庭，从社会最底层的放牛娃、四处讨饭的小和尚，全靠自己的奋斗成了一个统一王朝的开国皇帝。这是中国历史上，乃至世界历史上绝无仅有的事情。另外，朱元璋当上皇帝后，也没有停止步伐，他在位三十多年，成功地建立一个强大统一的明帝国」[112]。
- 廖燕：“明太祖以制义取士，与秦焚书之术无异，特明巧而秦拙耳，其欲愚天下之心一也。” [113]
- 冯桂芬《校邠庐抗议.改科举议》记饶廷襄曰：“明祖以时文取士，其事为孔、孟明理载道之事，其术为唐宗‘英雄入毂’之术，其心为始皇焚书坑儒之心。”
- 顾炎武《日知录》卷一六《拟题》：“八股之害，等于焚书，而败坏人心，有甚于咸阳之郊所坑者但四百六十余人也。”
- 黄仁宇：明朝采取严格的中央集权，施政方针不着眼于提倡扶助先进的经济，以增益全国财富，而是保护落后的经济，以均衡的姿态维持王朝的安全。这种情形，在世界史中实属罕见，在中国历史中也以明代为甚，而其始作俑者厥为明太祖朱元璋。
- 鲁迅《二心集》：二十多年前，都说朱元璋(明太祖)是民族的革命者，其实是并不然的，他做了皇帝以后，称蒙古朝为‘大元’，杀汉人比蒙古人还利害。奴才做了主人，是决不肯废去‘老爷’的称呼的，他的摆架子，恐怕比他的主人还十足，还可笑。
- 钱穆：明太祖革命，驱除胡元，复兴汉、唐规模，成为当时政治上共同的理想。但明太祖终是一粗人，历史文化修养不深，他首先反对尊孟子为圣人。他在中国传统政治史上，做了一件创古未有的大翻案，即是正式下令废止宰相，改用内阁大学士。照法理讲，内阁只是皇帝的私人办公厅，不是政府正式的政事堂。内阁学士也只是皇帝的内廷秘书，不是外朝正式宰相之职。于是皇帝在法理上，便变成在政府里的真正领袖[114]。
- 顾祖禹：“太祖起自东南，奄有西北，为古今异数。尝考其用兵之法，实一出于孙吴，攻瑕捣虚，是以所向无敌。夫有取天下之志，而无取天下之略，自开辟以来，未见有成功者也。太祖明于先后缓急之宜，分合向背之理，始则决机于两陈，继直制胜于庙廊，大略同于汉高，精密媲于光武。”
- 崔瑞德主编《剑桥中国明代史》：这位杰出的开国之君在14世纪40年代，从天灾人祸和饥寒交迫的钟离村，一跃而在1368年在南京登上大宝，他走的这条道路由于他自己的雄心壮志和力求飞黄腾达的意识，已被有力地强行改造，而使之具有符合那些传统形式的合理的外貌。他精通怎样取得帝王统治之术。作为此后的皇帝，他将使这种帝王之术适应他为之着了迷的帝王大业的需要。

## 家族成员
| \| \| \| \| \| \| \| \| \| \| \| \| \| \| \| \| \| \| \| \| 高祖父：（追尊）德祖玄皇帝朱百六 \| \| \| \| \| \| \| \| \| \| \| \| \| \| \| \| \| \| \| \| \| \| \| \| \| \| \| \| \| \| \| \| \| \| \| \| \| \| \| \| \| \| \| \| \| \| \| \| \| \| \| \| \| \| 曾祖父：（追尊）懿祖恒皇帝朱四九 \| \| \| \| \| \| \| \| \| \| \| \| \| \| \| \| \| \| \| \| \| \| \| \| \| \| \| \| \| \| \| \| \| \| \| \| \| \| \| \| \| \| \| \| \| \| \| \| \| \| \| \| \| \| 高祖母：（追尊）玄皇后胡氏 \| \| \| \| \| \| \| \| \| \| \| \| \| \| \| \| \| \| \| \| \| \| \| \| \| \| \| \| \| \| \| \| \| \| \| \| \| \| \| \| \| \| \| \| \| \| \| \| \| \| \| \| \| \| 祖父：（追尊）熙祖裕皇帝朱初一 \| \| \| \| \| \| \| \| \| \| \| \| \| \| \| \| \| \| \| \| \| \| \| \| \| \| \| \| \| \| \| \| \| \| \| \| \| \| \| \| \| \| \| \| \| \| \| \| \| \| \| \| \| \| 曾祖母：（追尊）恒皇后侯氏 \| \| \| \| \| \| \| \| \| \| \| \| \| \| \| \| \| \| \| \| \| \| \| \| \| \| \| \| \| \| \| \| \| \| \| \| \| \| \| \| \| \| \| \| \| \| \| \| \| \| \| \| \| \| 父：（追尊）仁祖淳皇帝朱世珍 \| \| \| \| \| \| \| \| \| \| \| \| \| \| \| \| \| \| \| \| \| \| \| \| \| \| \| \| \| \| \| \| \| \| \| \| \| \| \| \| \| \| \| \| \| \| \| \| \| \| \| \| \| \| 祖母：（追尊）裕皇后王氏 \| \| \| \| \| \| \| \| \| \| \| \| \| \| \| \| \| \| \| \| \| \| \| \| \| \| \| \| \| \| \| \| \| \| \| \| \| \| \| \| \| \| \| \| \| \| \| \| \| \| \| \| \| \| 太祖高皇帝朱元璋 \| \| \| \| \| \| \| \| \| \| \| \| \| \| \| \| \| \| \| \| \| \| \| \| \| \| \| \| \| \| \| \| \| \| \| \| \| \| \| \| \| \| \| \| \| \| \| \| \| \| \| \| \| \| 外祖父：（追封）杨王陈公 \| \| \| \| \| \| \| \| \| \| \| \| \| \| \| \| \| \| \| \| \| \| \| \| \| \| \| \| \| \| \| \| \| \| \| \| \| \| \| \| \| \| \| \| \| \| \| \| \| \| \| \| \| \| 母：（追尊）淳皇后陈氏 \| \| \| \| \| \| \| \| \| \| \| \| \| \| \| \| \| \| \| \| \| \| \| \| \| \| \| \| \| \| \| \| \| \| \| \| \| \| \| \| \| \| \| \| \| \| \| \| \| \| \| \| \| \| 外祖母：（追封）杨王夫人 \| \| \| \| \| \| \| \| \| \| \| \| \| \| \| \| \| \| \| \| \| \| \| \| \| \| \| \| \| \| \| \| \| \| \| \| \| \| \| \| \| \| \| \| \| \| \| \| \| \| \| \| |                                  |  |  |  |  |  |  |  |  |  |  |  |  |  |  |  |
| |                                  |  |  |  |  |  |  |  |  |  |  |  |  |  |  |  |
| | 高祖父：（追尊）德祖玄皇帝朱百六 |  |  |  |  |  |  |  |  |  |  |  |  |  |  |  |
| |                                  |  |  |  |  |  |  |  |  |  |  |  |  |  |  |  |
| |                                  |  |  |  |  |  |  |  |  |  |  |  |  |  |  |  |
| | 曾祖父：（追尊）懿祖恒皇帝朱四九 |  |  |  |  |  |  |  |  |  |  |  |  |  |  |  |
| |                                  |  |  |  |  |  |  |  |  |  |  |  |  |  |  |  |
| |                                  |  |  |  |  |  |  |  |  |  |  |  |  |  |  |  |
| | 高祖母：（追尊）玄皇后胡氏       |  |  |  |  |  |  |  |  |  |  |  |  |  |  |  |
| |                                  |  |  |  |  |  |  |  |  |  |  |  |  |  |  |  |
| |                                  |  |  |  |  |  |  |  |  |  |  |  |  |  |  |  |
| | 祖父：（追尊）熙祖裕皇帝朱初一   |  |  |  |  |  |  |  |  |  |  |  |  |  |  |  |
| |                                  |  |  |  |  |  |  |  |  |  |  |  |  |  |  |  |
| |                                  |  |  |  |  |  |  |  |  |  |  |  |  |  |  |  |
| | 曾祖母：（追尊）恒皇后侯氏       |  |  |  |  |  |  |  |  |  |  |  |  |  |  |  |
| |                                  |  |  |  |  |  |  |  |  |  |  |  |  |  |  |  |
| |                                  |  |  |  |  |  |  |  |  |  |  |  |  |  |  |  |
| | 父：（追尊）仁祖淳皇帝朱世珍     |  |  |  |  |  |  |  |  |  |  |  |  |  |  |  |
| |                                  |  |  |  |  |  |  |  |  |  |  |  |  |  |  |  |
| |                                  |  |  |  |  |  |  |  |  |  |  |  |  |  |  |  |
| | 祖母：（追尊）裕皇后王氏         |  |  |  |  |  |  |  |  |  |  |  |  |  |  |  |
| |                                  |  |  |  |  |  |  |  |  |  |  |  |  |  |  |  |
| |                                  |  |  |  |  |  |  |  |  |  |  |  |  |  |  |  |
| | 太祖高皇帝朱元璋                 |  |  |  |  |  |  |  |  |  |  |  |  |  |  |  |
| |                                  |  |  |  |  |  |  |  |  |  |  |  |  |  |  |  |
| |                                  |  |  |  |  |  |  |  |  |  |  |  |  |  |  |  |
| | 外祖父：（追封）杨王陈公         |  |  |  |  |  |  |  |  |  |  |  |  |  |  |  |
| |                                  |  |  |  |  |  |  |  |  |  |  |  |  |  |  |  |
| |                                  |  |  |  |  |  |  |  |  |  |  |  |  |  |  |  |
| | 母：（追尊）淳皇后陈氏           |  |  |  |  |  |  |  |  |  |  |  |  |  |  |  |
| |                                  |  |  |  |  |  |  |  |  |  |  |  |  |  |  |  |
| |                                  |  |  |  |  |  |  |  |  |  |  |  |  |  |  |  |
| | 外祖母：（追封）杨王夫人         |  |  |  |  |  |  |  |  |  |  |  |  |  |  |  |
| |                                  |  |  |  |  |  |  |  |  |  |  |  |  |  |  |  |
| |                                  |  |  |  |  |  |  |  |  |  |  |  |  |  |  |  |

### 父母兄姊
- 父：朱世珍仁祖淳皇帝，原名朱五四
- 母：淳皇后陳氏
- 兄弟：朱興隆南昌王，朱興盛盱眙王，朱興祖臨淮王
- 姊妹：曹國公主、太原公主

### 后妃

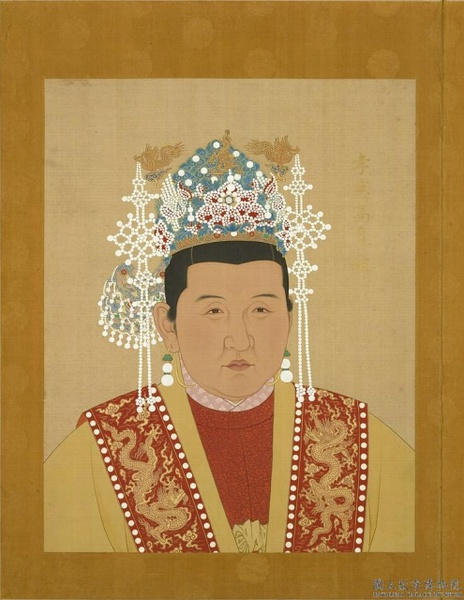
孝慈高皇后马氏着大衫半身像

- 皇后：马皇后，宿州人，郭子興義女，朱元璋发妻。
- 妃嫔：成穆貴妃孫氏、淑妃李氏、寧妃郭氏、郭惠妃、莊靖安荣惠妃崔氏、汪(江)貴妃、赵贵妃、昭敬充妃胡氏、郑安妃、達定妃、胡順妃、李贤妃、刘惠妃、葛麗妃、韩妃、余妃、杨妃、周妃、萧美人、张氏、郜氏、林氏。除以上妃嫔外，其余不可考。马皇后入葬孝陵时，成穆貴妃、永贵妃、汪貴妃陪葬。永贵妃与赵贵妃是否是同一人，无从考证。或称，包括十数名宫人在内的四十六名嫔御殉葬孝陵[115]。
- 除发妻马皇后外，朱元璋早年妾室可考证的有孙氏、郭氏、达氏数人。
  - 对其早期家庭生活亦有诸多传闻。有甕妃、碽妃之说，其原为元顺帝宫人，生下朱棣。或说朱梓母达氏为陈友谅妾，朱梓为陈友谅遗腹子。然皆无实证。朝鲜方面史料称，周英赞、周谊之女为高丽进献元朝的贡女，元顺帝北逃后，入朱元璋后宫。或认为周妃是其中一人。
  - 明朝官員劉辰所著國初事跡，濠州胡家有女守寡，朱元璋欲纳之，其母不从。后闻随军在淮安，不曾适人，遣人以书达平章赵君用，请求之。君用以胡氏同其母送至，纳之，立为胡妃。
  - 明初俞本所著《纪事录》，至正十七年（1357年）“故元帅韦德成妻美，上令移居后庭，通而生子，名曰朱生。或谏曰：‘故将之妻，不可纳。’遂于本妇配总管胡汝名，朱生随母往焉。”此前一年七月，韦德成、邵肆领兵攻宣州未成，韦德成溺死，邵肆阵亡。韦德成即寧正养父，而俞本是宁正部属。龙凤十三年（1365年），朱元璋“闻相国部下宣使熊义妹色美，欲纳为宫人，令都事张来释为媒，通言于熊义母，允纳聘财讫，择日归内。来释启曰：‘熊氏女许参政杨希武弟杨希圣久矣。’上怒曰：‘汝既为媒，令臣民知吾之过。’立命将士提于内桥，众刀斫为泥，示众，追回财礼等物，仍令与杨希圣为婚，希圣终不敢娶。”[116]
- 宫庭生活

他寫《祖訓》規定被徵入宮婦女“凡私寫文帖於外，寫者接者皆斬。知情者同罪。”“凡宮中遇有疾病，不許喚醫人入內，止是說證取藥。”黃宗羲說“其未得之也，荼毒天下之肝腦，離散天下之子女，以博我一人之產業，曾不慘然！曰「我固為子孫創業也」。其既得之也，敲剝天下之骨髓，離散天下之子女，以奉我一人之淫樂，視為當然，曰「此我產業之花息也」。”“為天下之大害者”秦王朱樉、嘉靖帝、萬曆帝都暴力殺死不少宮人。
- - 明代相关文献，有朱元璋在发妻马皇后逝世后，多次因外臣秽乱后宫的“乱宫”之事用酷法处死妃嫔，以及数千宦官、宫女的事迹。如《罪惟錄》提到，朱元璋葛丽妃和李贤妃、鄗宁妃（一说即郭宁妃）用大筐盛着尸体，送出太平门外，胡充妃抛尸城外，1390年處死達定妃，1398年迫李賢妃自縊。《紀事錄》載，洪武年間宮廷內有大量浣衣罪婦，洪武二十九年，上疑其通外，將婦女五千餘人，俱剝皮貯草以示眾，守門宦者如之。（明初，常见剥皮之刑。今本《明太祖实录》并无“剥皮囊草”的记载，大概已被史官芟夷以塑造太祖的清平形象。不过，幸存的《太祖皇帝钦录》所收录的一则《勅谕靖江王文》却有“剥皮”之刑的记载。勅谕于洪武十二年（1379）二月十五日发出。语云： 朕尝设《祖训录》，防奸臣愚弄我子孙。今广西布政司官张凤公然侮慢，按察司副使虞泰暗地搬说是非，及指挥章集本等管军人员，却乃虚诈惑我幼孙。今张凤、虞泰各得剥皮重罪。[117]洪武十年（1377）六月。都督毛骧近侍左右，掌选受贿，坏法。事露，剥皮贮草，置于都府堂上以警后来。刳心肺示众，其妻子皆斩之，以所披金锁甲钦赐蓝玉。[118] 凡閹人娶妻者，朱元璋反腐洪武初期贪官赃至六十两以上者，枭首示众，仍剥皮实草。[119]依据史料，仅有胡順妃一人，受家族连累推定死于洪武十七年（1384年）“乱宫”事件。在朱元璋晚年残酷打击功臣武将的政治背景下，功臣又多与皇室联姻，产生此类“乱宫”事件，未必真有“秽乱后宫”的行为[120]:34、36、38。
  - 朱元璋死后，以妃嫔和宫人进行殉葬。包括十数名宫人在内的四十六名嫔御。其中有李淑妃、萧美人。其余身份不详。“洪武三十一年七月，建文帝以张凤、李衡、赵福、张弼、汪宾、孙瑞、王斌、杨忠、林良、李成、张敏、刘政由锦衣卫所试百户散骑带刀舍人，进为本所千、百户，其官皆世袭。以诸人皆西宫殉葬宫人父兄，世所称朝天女户者也。[115]”。

### 子女
太祖共有二十六子，嫡長子朱标為皇太子，其餘皆分封為王，又分封一個從孫為王，使之出鎮全國險要。一部分鎮守北方以防蒙古的侵擾，稱邊王。他們東起遼東，西迄甘肅，各守據點，保衛著邊疆，如燕王朱棣鎮北平（今北京）、寧王朱權鎮大寧（今內蒙古赤峰市寧城縣大明城）、谷王朱橞鎮宣府（今河北宣化）等稱為「守邊」九王。餘下則星羅棋布，分駐內地。如周王鎮開封、楚王鎮武昌、潭王鎮長沙、蜀王鎮成都、魯王鎮兗州等。諸王中，以北方邊王的勢力最大。如寧王有甲士八萬，戰車六千。而燕王和晉王朱棡權力尤高，如中央派來的宋國公馮勝、穎國公傅友德等均受其節制，甚至朱元璋允許此二王擴展其軍事勢力，軍中事大者方才奏聞，但直接導致了建文帝的靖難之變。明太祖分封诸子為王，以加強邊防，藩屏皇室。諸王之中，以北方諸王勢力較強，又以秦王朱樉、晉王朱棡與燕王朱棣的勢力最大。為防止朝中奸臣不軌，明太祖規定諸王可移文中央捉拿奸臣，必要時得奉天子密詔，領兵「靖難」。同時為防止諸王尾大不掉，明太祖也允許今後的皇帝在必要時可下令「削藩」。

#### 儿子
官方所述，朱元璋前五子生母为马皇后。历代以来，这五子生母多有争议，参见：朱棣生母。
| 序       | 姓名 | 封王             | 母                 | 备注 |
| -------- | ---- | ---------------- | ------------------ | --- |
| 長子     | 朱標 | 懿文太子         | 孝慈高皇后，有争议 | 娶常遇春女为太子妃；常氏逝世后，又立妾室吕本女吕氏为太子妃。吕妃生其次子朱允炆被立為皇太孫，后繼位為明惠宗。 |
| 二子     | 朱樉 | 秦愍王           | 孝慈高皇后，有争议 | 娶王保保妹（汉姓为王氏）为正妃，邓愈女为次妃。                                                               |
| 三子     | 朱棡 | 晉恭王           | 孝慈高皇后，有争议 | 娶謝成女 |
| 四子     | 朱棣 | 燕王             | 孝慈高皇后，有争议 | 有说朱棣生母为碽妃或甕妃，靖难之役后登基，是为明成祖。娶徐达女。                                             |
| 五子     | 朱橚 | 周定王，初封吳王 | 孝慈高皇后，有争议 | 娶馮勝女 |
| 六子     | 朱楨 | 楚昭王           | 胡充妃             | 娶王弼女 |
| 七子     | 朱榑 | 齊恭王           | 達定妃             | 永樂朝廢為庶人。先后娶江阴侯吴良、安陆侯吴复、卫国公邓愈之女为王妃                                           |
| 八子     | 朱梓 | 潭王             | 達定妃             | 洪武朝自焚死。娶于顯女。（无子）                                                                             |
| 九子     | 朱杞 | 趙王             | 不詳               | （幼殇无子）                                                                                                 |
| 十子     | 朱檀 | 魯荒王           | 郭寧妃             | 娶汤和女 |
| 十一子   | 朱椿 | 蜀獻王           | 郭惠妃             | 娶藍玉女 |
| 十二子   | 朱柏 | 湘獻王           | 胡順妃             | 建文朝自焚死。娶吳禎女。（无子）                                                                             |
| 十三子   | 朱桂 | 代簡王，初封豫王 | 郭惠妃             | 娶徐达次女                                                                                                   |
| 十四子   | 朱楧 | 肅莊王，初封漢王 | 郜氏               | |
| 十五子   | 朱植 | 遼簡王，初封衛王 | 韓妃               | |
| 十六子   | 朱㮵 | 慶靖王           | 余妃               | |
| 十七子   | 朱權 | 寧獻王           | 楊妃               | |
| 十八子   | 朱楩 | 岷莊王           | 周妃               | |
| 十九子   | 朱橞 | 谷王             | 郭惠妃             | 永樂朝廢為庶人（无后）                                                                                       |
| 二十子   | 朱松 | 韓憲王           | 周妃               | 娶馮誠女 |
| 二十一子 | 朱模 | 瀋簡王           | 趙貴妃             | |
| 二十二子 | 朱楹 | 安惠王           | 不詳               | 娶徐达幼女（无子国除）                                                                                       |
| 二十三子 | 朱桱 | 唐定王           | 李賢妃             | |
| 二十四子 | 朱棟 | 郢靖王           | 劉惠妃             | 娶郭英女（无子国除）                                                                                         |
| 二十五子 | 朱㰘 | 伊厉王           | 葛麗妃             | |
| 二十六子 | 朱楠 | 未封王           | 葛麗妃             | （幼殇无封）                                                                                                 |

#### 女儿
| 序     | 封号         | 母           | 驸马           | 备注             |
| ------ | ------------ | ------------ | -------------- | ---------------- |
| 长女   | 臨安公主     | 成穆貴妃孫氏 | 李祺李善長子   | 名鏡靜           |
| 二女   | 寧國公主     | 孝慈高皇后   | 梅殷梅思祖從子 |                  |
| 三女   | 崇寧公主     |              | 牛城           |                  |
| 四女   | 安慶公主     | 孝慈高皇后   | 歐陽倫         |                  |
| 五女   | 汝寧公主     | 宁妃郭氏     | 陸賢陸仲亨子   |                  |
| 六女   | 懷慶公主     | 成穆貴妃孫氏 | 王寧           | 子王貞亮、王貞慶 |
| 七女   | 大名公主     | 宁妃郭氏     | 李堅           | 有一子李莊       |
| 八女   | 福清公主     | 安妃鄭氏     | 張麟張龍子     |                  |
| 九女   | 壽春公主     |              | 傅忠傅友德子   |                  |
| 十女   |              | 成穆貴妃孫氏 |                | 早薨             |
| 十一女 | 南康公主     | 林氏         | 胡觀胡海子     | 名玉华           |
| 十二女 | 永嘉贞懿公主 | 惠妃郭氏     | 郭鎮郭英子     |                  |
| 十三女 |              | 成穆貴妃孫氏 |                | 早薨             |
| 十四女 | 含山公主     | 高麗妃韓氏   | 尹清           |                  |
| 十五女 | 汝陽公主     | 惠妃郭氏     | 謝達           |                  |
| 十六女 | 寶慶公主     | 张氏         | 趙輝           |                  |

殺害駙馬而守寡者包括安慶公主、汝寧公主。臨安公主和壽春公主後人因為是朱元璋後代免被族誅斬首。

### 后人
中华人民共和国前总理朱镕基是朱元璋的直系后裔，属于朱元璋第十八个儿子岷庄王这一支，朱镕基是岷藩十九世孙。
太祖朱元璋第十一皇子蜀献王朱椿第二十世子孙朱清时是物理化学家。

## 轶事典故

### 白话文圣旨
相傳明代天子常以口語發旨，並非朱元璋無能力以文言下筆，即便無能力，亦有翰林詞臣可以代為捉刀潤飾，之所以選擇白話，乃因白話簡便易懂，取其便利也。如明成祖曾將建文帝忠臣的妻子，貶為妓女，當這位女性死亡時，成祖發旨：「分付（吩咐）上元縣抬出門去，著狗喫了！欽此！」
- 朱元璋白话文圣旨之一：朱元璋时期，某群岛有倭寇来犯，地方官吏问咋办，朱元璋一道圣旨说：“奉天承运皇帝诏曰：告诉百姓每（们），准备好刀子，这帮家伙来了，杀了再说。钦此。”[125]
- 朱元璋白话文圣旨之二：洪武三年（1370年）11月26日给户部下发的清查登记户口的指示：“说与户部官知道，如今天下太平了也，只是户口不明白哩。教中书省置天下户口的勘合文簿户帖，你每（们）户部家出榜去，教那有司官将他所管的应有百姓，都教入官附名字，写着他家人口多少，写得真着，与那百姓一个户帖，上用半印勘合，都取勘来了。我这大军如今不出征了，都教去各州县里下着，绕地里去点户比勘合，比着的便是好百姓，比不着的，便拿来作军。比到其间，有司官吏隐瞒了的，将那有司官吏处斩。百姓每（们）自躲避了的，依律要了罪过，拿来作军。钦此。”[126]
- 朱元璋白话文圣旨之三：洪武年间，第一任国子监祭酒（校长）宋訥秉承朱元璋的旨意，制订了许多严苛的规章条文，以至于学生中有被饿死、吊死的。因此曾引发过两次学潮。其中第二次学潮是，一位名叫赵麟的太学生，写了一张没头帖子（匿名大字报）。朱元璋闻讯之后，龙颜大怒，下令将赵麟枭首示众。事情过去十年之后，朱元璋仍然余怒未消，就跑到国子监训了一通话。这一通训话，今天完整地保留在北京国子监的一块石碑上。全文如下：恁学生每（们）听着：先前那个宋訥做祭酒呵，学规好生严肃，秀才每循规蹈矩，都肯向学，所以教出来的个个中用，朝廷好生得人。后来他善终了，以礼送他回乡安葬，沿路上着有司官祭他。近年着那老秀才每做祭酒呵，他每都怀着异心，不肯教诲，把宋訥的学规都改坏了，所以生徒全不务学，用着他呵，好生坏事！如今着那年纪小的秀才官人每来署学事，他定的学规，恁每当依着行。敢有抗拒不服，撒泼皮，违犯学规的，若祭酒来奏着恁呵，都不饶！全家发向烟瘴地面去，或充军、或充吏、或做首领官。今后学规严紧，若有无籍之徒，敢有似前贴没头帖子，诽谤师长的，许诸人出首，或绑缚将来，赏大银两个。若先前贴了票子，有知道的，或出首，或绑缚将来呵，也一般，赏他大银两个。将那犯人凌迟了，枭令在监前，全家抄没，人口发往烟瘴地面。钦此！”
- 朱元璋赐外甥曹国公李文忠诏令：“老舅家书付保儿：教你知道驴马（驴马即朱元璋之侄、大都督朱文正小名）做的人。当自从守住江西，好生的行事不依法度。近来我的令旨，为开按察司衙门，他三日不接，我言教在江上打着船，便似叫化的一般。他又差人往浙西城子里官卖物事，及至开我令旨，不许军民头目来听。密行号令，但有按察司里告状的，割了舌头，全家处死。在那里奸人家妻女，多端不仁。我禁人休去张家那下买盐，他从江西自立批文，直至张家盐场买盐，江上把截的不敢挡，尽他往来。南台城里仓与库四处，俱各有物，其余多等不仁不孝的勾当。我心里闷，说不的许多。保儿且知道这几件。你父亲到时，自有话与他说也。保儿守城子，休学驴马。你想你母亲，你便休恼我。凡事依首领官行，那家好男子，他好公主的父亲，以致这弟（阙）做的事。好驴马所言。驴马者，朱文正也。的令史都弄（此下年久损落不可考）”[127]
- 朱元璋白话文圣旨之四：《谕西番罕都必喇等诏》：「奉天承运的皇帝教说与西番地面里应有的土官每知道者，俺将一切强歹的人都拿了，俺大位子里坐地有。为这般上头，诸处里人都来我行拜见了，俺与了赏赐名分，教他依旧本地里面快活去了。似这般呵，已自十年了。止有西番罕东毕里巴一撒他每这火人，为甚么不将差发来，又不与俺马匹牛羊？！今便差人将俺的言语去开与西番每知道，若将合纳的差发认了，送将来时，便不征他；若不差人将差发来呵，俺着人马往那里行也者！教西番每知道。俺听得说，你每释伽佛根前、和尚每根前好生多与布施，么道那的是十分好勾当，你每做了者，那的便是修那再生的福。有俺如今掌管着眼前的祸福哩，你西番每怕也那不怕？你若怕时节呵，将俺每礼拜著！将差发敬将来者！俺便教你每快活者，不着军马往你地面里来，你众西番每知道者！」
- 朱元璋白话文圣旨之五：洪武八年（1375年）给西安行都卫下发的关于接待乌思藏僧人的指示：「皇帝圣旨，中书省官我根前题奏，西安行都卫文书里呈来，说乌思藏哈尔麻剌麻卒尔普寺在那里住坐修行。我想修行是好的勾当，教他稳便在那里住坐，诸色人等休教搔扰。说与那地面里官人每知道者。」

### 嗜杀
明朝马生龙所著《凤凰台记事》记朱元璋嗜杀诸事：
- 高皇微行大中桥傍，闻一人言繁刑者，语近不逊。上怒，遂幸徐武宁第，武宁已出，夫人出迎，上问：「王安在？」夫人对以：「何事、在何所。」夫人欲命召，止之。乃曰：「嫂知吾怒乎？」夫人谢：「不知。」因大惧，恐为王也，叩首请其故。上曰：「吾，为人欺侮。」又请之，上怒甚，不言。久之，命左右往召某兵官，帅兵三千，持兵来，上默坐以待之。夫人益惧，以为决屠其家也，又不敢呼王。少顷兵至，上令二兵官，守大中、淮清二桥，使兵自东而西，诛之，当时顿灭数千家。上坐以伺，返命乃兴。
- 元宵都城张灯，太祖微行至聚宝门外，见民间张一灯，上绘一大足妇人，怀一西瓜而坐，上意其有淮西妇人大足之讪，乃剿除一家九族三百余口，邻里俱发充军。
- 洪武中，欧阳都尉挟四妓饮，事觉，逮妓急，妓分必死，大毁其貌，以往。一老胥谓曰：「予我千金，能免尔死。」妓与之半。胥曰：「上，位神圣，宁不知若曹之侈肆？慎不可欺，当如常貌，更加饰耳。」妓曰：「何如？」曰：「须沐浴靓洁，以脂粉香，泽面与身，令香透彻而肌理，极其妍艳。首饰衣装，悉以金宝锦绣，虽里衣亵裙，不可以寸素间之。务穷尽妖丽，能夺目荡心则可。问其词，一味哀呼而已。」妓从之。比见上，上令自陈，妓无一言，上顾左右曰：「绑起，杀了。」妓解衣就缚，自外及内备极华烂，绘彩珍具堆积满地，照耀左右，至裸体，肤肉如玉，香闻远近。上曰：「个小妮子，使我见，也当惑了。那厮可知哩。」即叱放之。

### 贴春联和吃月饼
- 朱元璋在南京定都以后曾令「公卿士庶家，门上须加春联一副」[129]，还要求对联所用的纸笺必须朱砂染色，名为“万年红”。“红”和“朱”同義，寓意为大明王朝江山永固。[130][131][132]。
- 早在徐达攻下元大都之后，朱元璋曾命以当年起兵时秘密传递消息所用“月饼”作为赏赐群臣的节令糕点[130]。在八月十五中秋节吃月饼的同时还流传着“八月十五殺韃子”的传说[133]。

### 喝茶讲和
朱元璋起兵时，进军徽州。当时在黄山脚下有两个大户人家，一个是程家一个是鲍家，两家结怨已久，经常发生争执。两家听闻朱元璋在徽州，便想由让他主持个公道。
面对两家的各执一词，朱元璋有心化解恩怨却无计可施，当时跟随朱元璋的刘伯温献上一条妙计。于是，朱元璋请两家人进了军营里，说要请他们两家一起喝茶。当地有好茶叶，但是军营里却没有喝茶用的茶壶茶具。朱元璋把情况告诉程、鲍二人，俩人立刻派家丁回家去取。程、鲍二人为了争面子拿了许多上好的茶具来，朱元璋对于每家的茶具都仔细观摩，后又细细询问。在一问一答间，三人把注意力放在了茶壶上，局面一片祥和。在这样的气氛中，朱元璋巧妙劝说二人，让他们重归于好。刘伯温在一旁突然大笑起来，称赞朱元璋这“喝茶讲壶”的办法英明。不过，刘伯温是浙江人，这壶字的发音从他嘴里一出，变成了“和”字的发音。从此以后，喝茶讲和的传统，就在黄山脚下流传下来。

### 藏宝图
位于浙江金华婺城区雅畈镇和安村附近山崖上，当地的驴友发现了许多神秘摩崖石刻，大大小小的文字，工整有力，但年代久远，风化严重，难以辨认。听村里老人说，这些‘天书’是朱元璋在南山避难时留下的藏宝图。金华市文物局专家蒋金治表示，发现一块石头上留有明朝的年号，该石刻大约是元末明初石刻。

## 相关争议

### 相貌之争

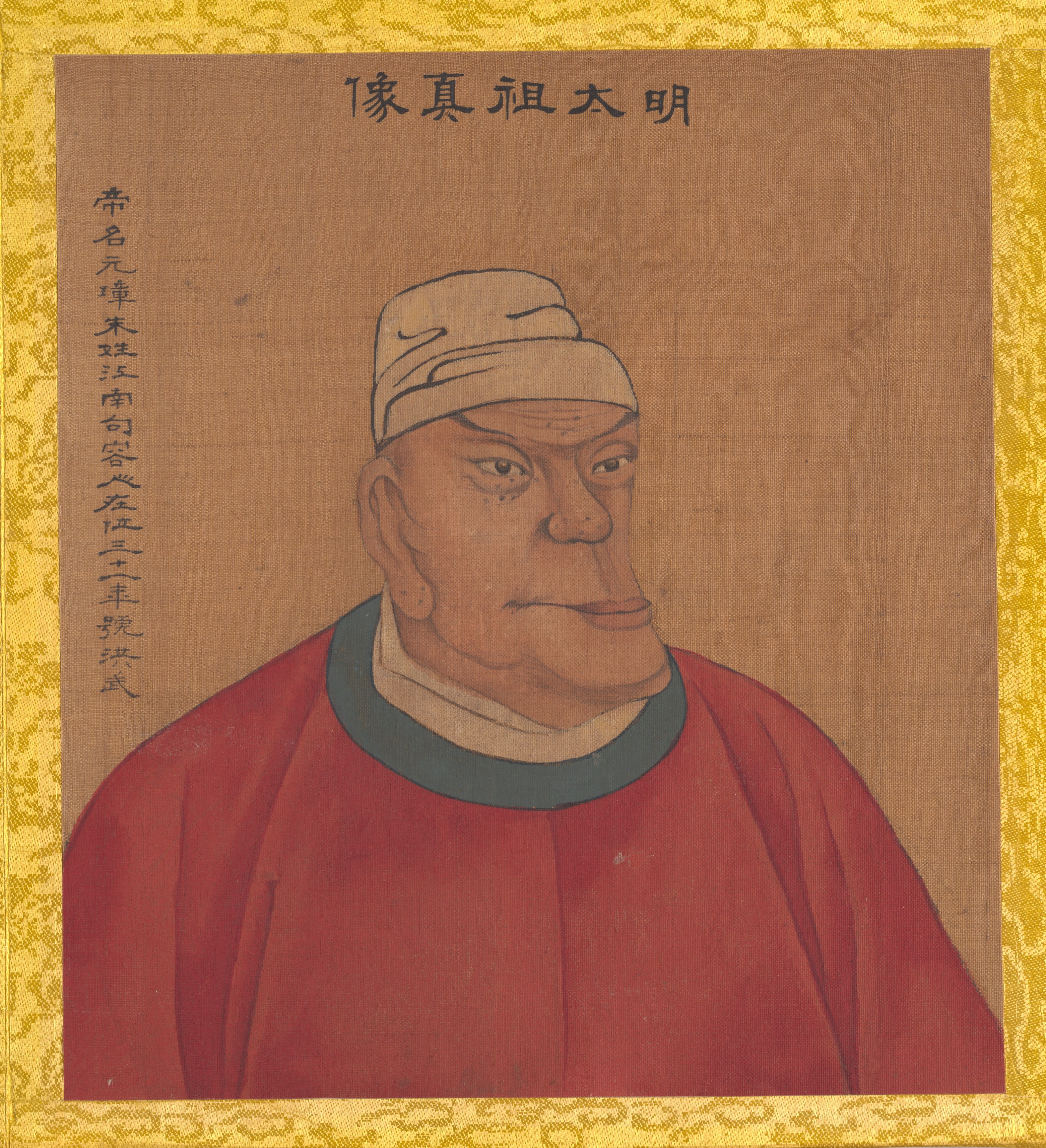
民间流传的朱元璋长脸画像

朱元璋画像存世有两种版本，一为明清宫中所藏御容，方脸虬髯，一为世间所流传的长脸版本。明朝陆容《菽园杂记》卷十四称“太祖尝集画工写御容，多不称旨。有笔意逼真者，自以为必见赏，及进览，亦然。一工探知上意，稍于形似之外，加穆穆之容以进。上览之，甚喜，乃命写数本以赐诸王。盖上之意早有，而他工不能知也”，意指现存前一版本的朱元璋画像曾经美化。
張萱《疑耀》則称「先大夫令滇時，從黔國邸中模高皇御容，龍形虯髯，左臉有十二黑子，其狀甚奇，與世俗所傳相同，似為真矣。余值西省，始得府所藏高、成二祖御容，高皇帝乃美丈夫也，鬚髯皆為銀絲，可數，不甚修，無所謂龍形虯髯、十二黑子也。」，意指现存前一版本的朱元璋画像才是真實形象。谈迁在《枣林杂俎》認為民間流傳的版本是因為“太祖好微行察外事。微行恐人识其貌，所赐诸王侯御容一，盖疑像也。真幅藏之太庙。”

另外，明朝張瀚《松窗夢語》稱：「成祖之容大類太祖，但頤間多髯，二縷長垂至腹。內侍相傳，上每進膳，用金鉤掛髯於耳。又聞袁柳莊云：『紫髯過臍，即登九五。』太宗每自拂其鬚，後果至腹始即位。」，現代學者認為明清宮中所藏的方臉虬髯御容，比較更接近朱元璋的真實形象。

### 文字狱
朱元璋曾借魏觀案兴文字狱，处死诗人高啟。
張宏傑《朱元璋傳》认为，李成桂以權臣篡位，極度希望得到朱元璋的承認，所以他對朱元璋一直畢恭畢敬，忍氣吞聲，極力討好。不論從哪個角度，他都不可能在表文中故意諷刺朱元璋。朱元璋鄭重其事地在外國表文中大挑毛病，只能說明，他的心理變態已經嚴重到十分極端的程度了。
世人传言说朱元璋因「光」「则」字杀人，但此事真实性受到学界怀疑。徐祯卿《翦胜野闻》及赵翼《廿二史札记》中记载，洪武中翰林官徐一夔在贺表里写到「光」字和「则」字，被朱元璋认为是讽刺自己当过和尚和反贼，于是被杀。但据学者陈学霖考证，徐一夔寿至八十余岁，死于惠宗建文二年，故以上记载当系谬传。
在《大明御制皇陵碑》里，朱元璋本人并未隐瞒自己出家和参加起义的旧事，倒是坦承了这段在士大夫看来不堪的历史。
商传《明太祖朱元璋》說，没事儿你定表笺仪式干吗呀?可见也可能还真有事。再说了,这又不是考试卷子,需要规范一点非要?从此以后所有表笺都跟一个人写的差不多,还有什么意思?

## 影视作品

### 电影
以下列出曾飾演「朱元璋」的演員，以及劇中演出「朱元璋」的电影：
| 演員   | 年份   | 電影                     | 備註                             |
|        | 1957年 | 《朱洪武》               | 臺語電影                         |
| 魏鹏飞 | 1971年 | 《朱洪武》               | 徐大钧执导台湾电影               |
| 洪金寶 | 1978年 | 《臭頭小子》             | 許強执导台湾电影                 |
| 達奇   | 1985年 | 《奢香夫人》             | 陳獻玉执导电影                   |
| 姬麒麟 | 1993年 | 《倚天屠龙记之魔教教主》 | 根据金庸小说《倚天屠龙记》改编。 |
| 孫光業 | 2014年 | 《海盜》                 | 李皙勳执导韓國电影               |

### 电视剧
以下列出曾飾演「朱元璋」的演員，以及劇中演出「朱元璋」的电视剧：
| 演員          | 年份                          | 电视剧                                                            | 備註                                                         |
| 程乃根        | 1978年                        | 《倚天屠龍記 (1978年電視劇)》                                     | 香港TVB版郑少秋主演电视剧                                    |
| 羅樂林        | 1980年                        | 《太極張三豐》                                                    | 麗的電視劇                                                   |
| 羅樂林        | 1981年                        | 《遊俠張三豐》                                                    | 麗的電視劇                                                   |
| 麦皓为        | 1986年                        | 《倚天屠龍記 (1986年電視劇)》                                     | 香港TVB版梁朝伟主演电视剧                                    |
| 任達華        | 1987年                        | 《大明群英》                                                      | 香港無綫電視劇                                               |
| 伍永森        | 1988年                        | 《錦衣衛》                                                        | 亞視電視劇                                                   |
| 范鸿轩        | 1992年                        | 《刘伯温传奇》                                                    |                                                              |
| 吕齐          | 1993年                        | 《朱元璋 (1993年电视剧)》                                         |                                                              |
| 丹宁军        | 1994年                        | 《东方小故事》之《洪武试臣》                                      | 反映中国古代近代历史上一些著名人物高尚道德情操的系列小故事。 |
| 李立群        | 1994年                        | 《倚天屠龍記 (1994年電視劇)》                                     | 台湾台视版马景涛主演电视剧                                   |
| 金舜哲        | 1996年                        | 《龙之泪》                                                        | 韩国KBS大河连续剧                                            |
| 婁際成        | 1997年                        | 《永樂大帝》                                                      | 新加坡连续剧                                                 |
| 王耿豪        | 1998年                        | 《真命天子》                                                      | 民視電視劇                                                   |
| 何家劲        | 1998年                        | 《乞丐皇帝传奇》                                                  |                                                              |
| 房斌          | 1998年                        | 《凤阳小子朱元璋》                                                |                                                              |
| 李立群        | 1999年                        | 《帝王之旅》                                                      | 華視電視劇                                                   |
| 邱萬城        | 2001年                        | 《倚天屠龍記 (2001年電視劇)》                                     | 香港TVB版吳啟華主演电视剧，根據金庸同名小說改編              |
| 唐国强        | 2002年                        | 《大脚马皇后》                                                    | 古装搞笑剧                                                   |
| 孙宝光        | 2002年                        | 《穿越时空的爱恋》                                                | 中国大陆的第一部穿越剧                                       |
| 高強          | 2003年                        | 《聚寶盆》                                                        |                                                              |
| 高強          | 2007年                        | 《帝師劉伯温》                                                    |                                                              |
| 严宽          | 2003年                        | 《武当》                                                          |                                                              |
| 林津锋        | 2003年                        | 《倚天屠龍記 (2003年電視劇)》                                     | 中国大陆苏有朋主演电视剧                                     |
| 曾江          | 2004年                        | 《名扬花鼓》                                                      |                                                              |
| 公方敏        | 2004年                        | 《飞天舞》                                                        | 中、韩合拍古装爱情剧                                         |
| 鲍国安        | 2005年                        | 《大明天子》                                                      |                                                              |
| 刘文治        | 2005年                        | 《大明奇才》                                                      |                                                              |
| 胡軍          | 2006年                        | 《朱元璋 (2006年电视剧)》                                         |                                                              |
| 陳寶國        | 2006年                        | 《傳奇皇帝朱元璋》                                                |                                                              |
| 陳寶國        | 2022年                        | 《山河月明》                                                      |                                                              |
| 霍正奇        | 2006年                        | 《神機妙算劉伯溫》                                                |                                                              |
| 孙海英        | 2006年                        | 《皇后驾到》                                                      |                                                              |
| 高雄          | 2006年                        | 《覆雨翻云》                                                      | 香港無綫電視劇，根據黃易同名小說改編                         |
| 汤镇业        | 2006年                        | 《香粉传奇》                                                      | 根据长篇小说《谁的莲衣》改编                                 |
| 鲍国安        | 2007年                        | 《大槐树》                                                        |                                                              |
| 娄际成        | 2007年                        | 《铁血男儿》                                                      | 又名《永乐大帝》，新加坡电视剧。                             |
| 高強          | 2007年                        | 《帝师刘伯温》                                                    |                                                              |
| 洋            | 2008年                        | 《秀才爱上兵》                                                    |                                                              |
| 于博寧        | 2009年                        | 《倚天屠龙记》                                                    | 中国大陆邓超主演电视剧                                       |
| 王蔚鑫        | 2010年                        | 《朱元璋传之屯兵金西》                                            |                                                              |
| 羅樂林 陆骏光 | 2011年                        | 《洪武三十二》                                                    | 羅樂林饰演老年时期的朱元璋 陆骏光饰演青年时期的朱元璋        |
| 高兰村        | 2011年                        | 《新萍踪侠影》 《奢香夫人》                                       |                                                              |
| 黄海冰        | 2012年                        | 《倾城雪》                                                        |                                                              |
| 李立群        | 1992年 1994年 2000年 2012年   | 《刘伯温传奇之转世英雄》 《倚天屠龙记》 《帝王之旅》 《洪武大案》 |                                                              |
| 趙光裕        | 2014年                        | 《鄭道傳》                                                        | 韩国KBS大河连续剧                                            |
| 於震          | 2015年                        | 《神機妙算劉伯溫 (2015年電視劇)》                                 |                                                              |
| 张倬闻        | 2016年                        | 《真命天子》                                                      |                                                              |
| 张铁林        | 待播(2005年拍攝)              | 《玉玺传奇》                                                      | 又名《朱元璋除恶下陈州》                                     |
| 陳浩民        | 2016年播出                    | 《乞丐皇帝與大腳皇后傳奇》                                        | 中国大陆电视剧                                               |
| 杜志國        | 2019年播出                    | 《英雄訣》                                                        | 中国大陆电视剧                                               |
| 許翔          | 2019年播出                    | 《大明風華》                                                      | 中国大陆电视剧                                               |
| 金釗          | 2019年播出                    | 《倚天屠龙记》                                                    | 中国大陆电视剧                                               |
| 金成剛        | 2021年                        | 《太宗李芳遠》                                                    | 韩国KBS週末连续剧                                            |
| 黃文豪        | 2024年韩国播出 （2015年拍攝） | 《錦衣夜行》                                                      |                                                              |

### 戏曲电视剧
以下列出曾飾演「朱元璋」的演員，以及劇中演出「朱元璋」的戏曲电视剧：
| 演員   | 年份 | 影視作品         | 備註         |
| 张伟忠 |      | 《朱元璋巧访记》 | 越剧电视剧   |
| 王文清 |      | 《凤阳情》       | 评剧电视剧。 |

### 歌仔戲
以下列出曾飾演「朱元璋」的演員，以及劇中演出「朱元璋」的歌仔戲：
| 演員   | 年份    | 影視作品           | 備註 |
| 柳青   | 19881年 | 《朱洪武與劉伯溫》 |      |
| 杨丽花 | 1988年  | 《朱洪武》         |      |
| 黃香蓮 | 1997年  | 《臭頭洪武君》     |      |

## 文學作品
- 金庸《倚天屠龍記》
- 黃易《覆雨翻雲》

## 延伸阅读
[在维基数据编辑]
 在维基文库阅读此作者作品（ 在维基共享资源阅览影像、分类）
 《明史卷二》，出自《明史》
 《明史卷三》，出自《明史》
 《明史卷一》，出自《明史》

## 研究書目
- 吴晗：《朱元璋傳》（人民出版社，1985年）。
- 陈梧桐：《洪武皇帝大传》（河南人民出版社，1993年）。
- 矫海燕：《明太祖朱元璋传》（吉林人民出版社，2006年）。
- 陈焕铖：《明太祖传》（中国社会科学出版社，2008年）。
- 当年明月：《明朝那些事儿·第一部洪武大帝》（中国海关出版社，2009年）。
- 寒宛蝶：《乞丐皇帝：明太祖朱元璋》（西苑出版社，2010年）。
- 张煜瑞：《明太祖朱元璋全传》（企业管理出版社，2012年）。
- 商传：《明太祖朱元璋》（浙江文艺出版社，2013年）。

## 外部連結
- 朱鴻林：〈明太祖對《書經》的徵引及其政治理想和治國理念（页面存档备份，存于）〉。
- 朱鴻林：〈明太祖的經史講論情形（页面存档备份，存于）〉。
- 朱鴻林：〈明太祖的孔子崇拜（页面存档备份，存于）〉。
- 朱鴻林：〈明太祖的教化性敕撰書（页面存档备份，存于）〉。
- 陳學霖：〈明太祖《紀非錄》書後：秦周齊潭魯代靖江諸王罪行敘錄（页面存档备份，存于）〉。
- 張哲郎：〈明太組與江南大地主之研究（页面存档备份，存于）〉。
- 王卫平：〈朱元璋社会保障思想研究（页面存档备份，存于）〉。